# Championnat du monde de hockey sur glace 2017
Navigation
Russie 2016 Danemark 2018
Le 81e championnat du monde de hockey sur glace se dispute en Allemagne et en France du 5 au 21 mai 2017.

## Format de la compétition

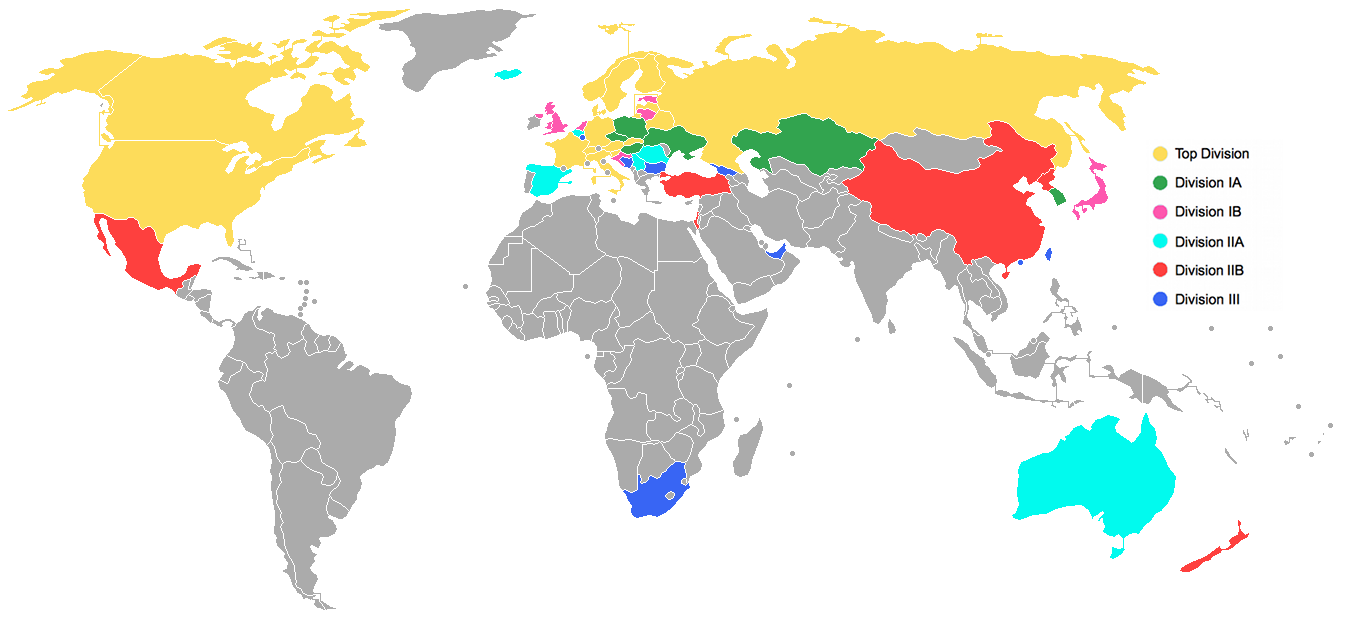
Nations participant au Championnat du monde de hockey sur glace 2017, par division.

Le Championnat du monde de hockey sur glace est un ensemble de plusieurs tournois regroupant les nations en fonction de leur niveau. Les meilleures équipes disputent le titre dans la Division Élite. Cette Division regroupe 16 équipes réparties en deux groupes de 8 qui disputent un tour préliminaire. Les 4 premiers de chaque groupe sont qualifiés pour les quarts de finale et les derniers sont relégués en Division IA à l'exception du Danemark, organisateur de l'édition 2018, qui ne peut être relégué même s'il termine à la dernière place du groupe A.
Pour les autres divisions qui comptent 6 équipes (sauf la Division III), les équipes s’affrontent entre elles et, à l'issue de cette compétition, le premier est promu dans la division supérieure et le dernier est relégué dans la division inférieure. 
En Division III, les équipes sont réparties en deux poules de quatre. À l'issue de cette phase de poule, les 2 premiers s'affrontent en demi-finales croisées. Le vainqueur de la finale est promu en Division IIB.
Lors des phases de poule, les points sont attribués ainsi :
- 3 points pour une victoire dans le temps réglementaire ;
- 2 points pour une victoire en prolongation ou aux tirs de fusillade ;
- 1 point pour une défaite en prolongation ou aux tirs de fusillade ;
- aucun point pour une défaite dans le temps réglementaire.

## Division Élite
La candidature franco-allemande pour organiser les championnats du monde de hockey sur glace élite 2017 a été préférée le 17 mai 2013 à la candidature associant le Danemark et la Lettonie par un vote du congrès annuel de la Fédération internationale de hockey sur glace au résultat de 63 voix à 45.

### Patinoires
| FRANCE ALLEMAGNE Paris Cologne Localisation de Paris et Cologne en Europe de l'Ouest. |

|                                 |                                     |
| Lanxess Arena Capacité : 18 500 | AccorHotels Arena Capacité : 15 000 |
| Cologne                         | Paris                               |

### Équipes
Chaque équipe est constituée au minimum de 15 joueurs et 2 gardiens et, au maximum, de 22 joueurs et 3 gardiens.
Les 16 nations qui participent, par le biais de leurs associations nationales respectives, doivent soumettre une "liste longue" au plus tard deux semaines avant le début du tournoi et une "liste finale" au début du tournoi.

### Officiels
La fédération internationale de hockey sur glace a sélectionné 16 arbitres et 16 juges de lignes pour cette compétition,.
| - Stefan Fonselius (15) - Roman Gofman (25) - Oliver Gouin (6) - Jan Hribik (10) - Brett Iverson (5) - Antonín Jeřábek (12) - Jozef Kubuš (28) - Mark Lemelin (3) | - Marcus Linde (32) - Eduards Odiņš (47) - Linus Öhlund (34) - Daniel Piechaczek (18) - Stephen Reneau (48) - Anssi Salonen (17) - Daniel Stricker (37) - Tobias Wehrli (36) |

| - Ivan Dedioulia (52) - Rene Jensen (62) - Roman Kaderli (84) - Lukas Kohlmüller (68) - Gleb Lazarev (75) - Joep Leermakers (70) - Miroslav Lhotský (60) - Andreas Malmqvist (82) | - Brian Oliver (87) - Aleksandr Otmakhov (73) - Judson Ritter (90) - Peter Šefčík (78) - Hannu Sormunen (63) - Libor Suchánek (58) - Sakari Suominen (66) - Nathan Vanoosten (55) |

### Prolongations
Lors du tour préliminaire, si les deux équipes sont à égalité à la fin du temps réglementaire, une prolongation de 5 minutes est disputée, à 3 joueurs de champ par équipe (plus le gardien).
Lors de la phase finale (sauf pour la finale), en cas d'égalité à la fin de la période réglementaire et après une pause de 3 minutes, la prolongation est de 10 minutes à 4 joueurs de champ sur la glace pour chaque équipe (plus le gardien).
Pour la finale, après une pause de 15 minutes et un surfaçage, la prolongation est de 20 minutes à 5 joueurs de champ et un gardien de but sur la glace.
Dans tous les cas, si un but est marqué, le match prend fin. Dans le cas contraire, une séance de tirs au but désignera le vainqueur.

### Tour préliminaire
Le groupe principal regroupe 16 équipes, réparties en deux groupes (entre parenthèses le classement IIHF).
| Pays             |        |       |     |        |     |       |     |  |
| ---------------- | ------ | ----- | --- | ------ | --- | ----- | --- |  |
| Allemagne H (10) |        |       |     |        |     |       |     |  |
| Danemark (13)    | 3-2Pr. |       |     |        |     |       |     |  |
| États-Unis (4)   | 1-2    | 7-2   |     |        |     |       |     |  |
| Italie P (18)    | 1-4    | 0-2   | 0-3 |        |     |       |     |  |
| Lettonie (12)    | 3-4TF  | 3-0   | 3-5 | 2-1    |     |       |     |  |
| Russie (2)       | 6-3    | 3-0   | 3-5 | 10-1   | 5-0 |       |     |  |
| Slovaquie (8)    | 2-3TF  | 3-4TF | 1-6 | 3-2Pr. | 1-3 | 0-6   |     |  |
| Suède (5)        | 7-2    | 4-2   | 3-4 | 8-1    | 2-0 | 1-2TF | 4-2 |  |

| Pays            |       |        |        |       |        |     |       |  |
| --------------- | ----- | ------ | ------ | ----- | ------ | --- | ----- |  |
| Biélorussie (9) |       |        |        |       |        |     |       |  |
| Canada (1)      | 6-0   |        |        |       |        |     |       |  |
| Finlande (3)    | 3-2   | 2-5    |        |       |        |     |       |  |
| France H (14)   | 4-3TF | 2-3    | 5-1    |       |        |     |       |  |
| Norvège (11)    | 3-4   | 0-5    | 2-3Pr. | 3-2   |        |     |       |  |
| Tchéquie (6)    | 6-1   | 1-4    | 4-3TF  | 5-2   | 1-0Pr. |     |       |  |
| Slovénie P (15) | 2-5   | 2-7    | 2-5    | 1-4   | 1-5    | 1-5 |       |  |
| Suisse (7)      | 3-0   | 3-2Pr. | 2-3Pr. | 3-4TF | 3-0    | 3-1 | 5-4TF |  |

P : Promu de la Division IA   -   H : pays hote   -   Pr. : Prolongation   -   TF : Tirs de fusillade
Les 4 premiers de chaque groupe sont qualifiés pour les quarts de finale et les derniers sont relégués en Division IA à l'exception du Danemark, organisateur de l'édition 2018, qui ne peut être relégué même s'il termine à la dernière place du groupe A.

#### Groupe A

##### Matches

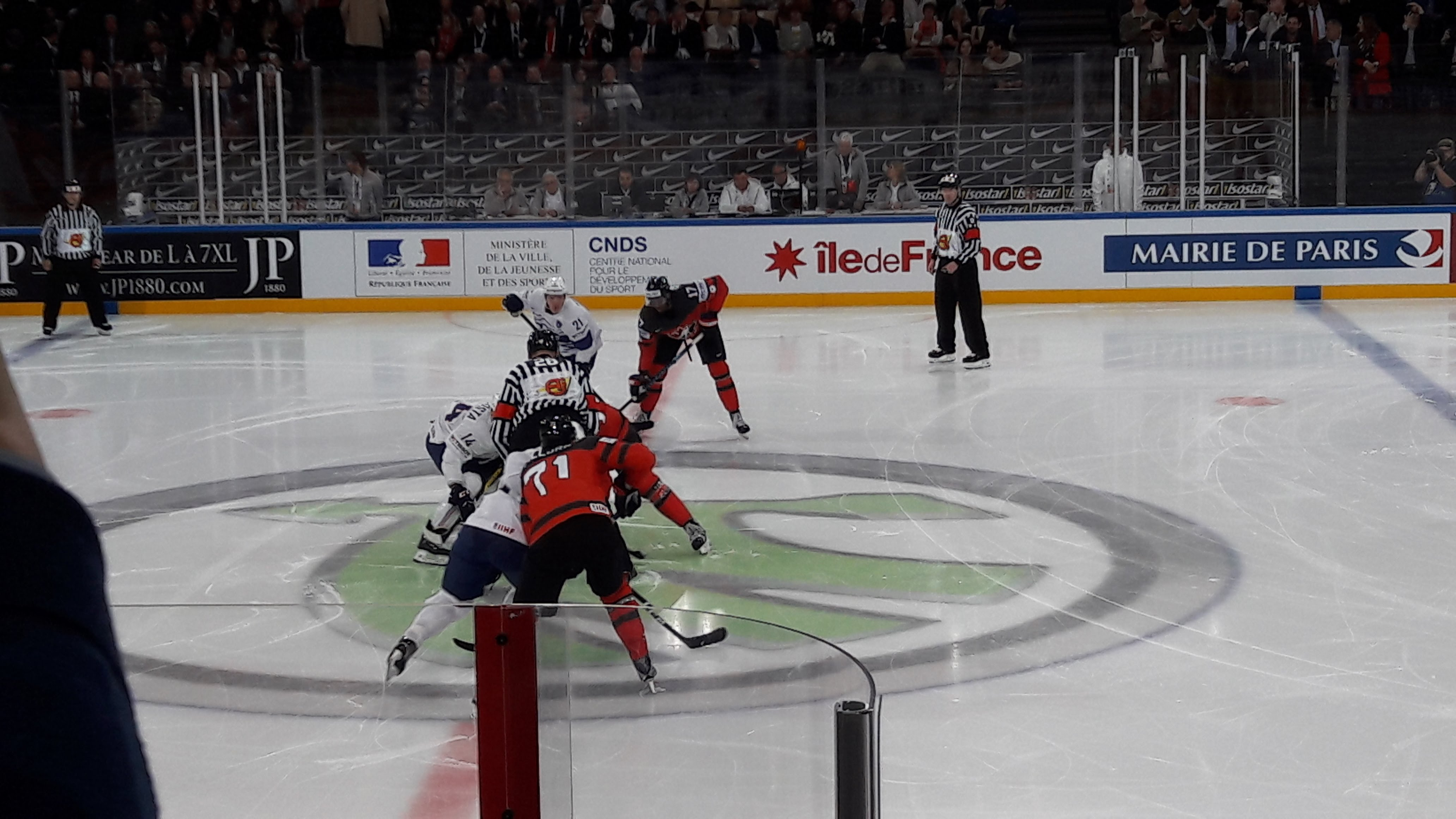
Engagement de France / Canada le 11 mai 2017

| 5 mai | Suède | 1-2 (TB) (1-0, 0-0, 0-1, 0-0, 0-1) | Russie | Lanxess Arena 18 357 spectateurs |

| Feuille de match | Feuille de match                        | Feuille de match | Feuille de match                                                      | Feuille de match                                                                                 |
| ---------------- | --------------------------------------- | ---------------- | --------------------------------------------------------------------- | ------------------------------------------------------------------------------------------------ |
|                  | Lindholm (Rask, Hedman) — 14 min 40 s - | 1-0 1-1 1-2      | - Andronov (Barabanov, Provorov) — 43 min 58 s Panarine — 65 min (TB) | Arbitrage : Anssi Salonen et Daniel Stricker Juges de lignes : Roman Kaderli et Nathan Vanoosten |
| Fasth            | Gardiens                                | Vassilevski      |                                                                       | Arbitrage : Anssi Salonen et Daniel Stricker Juges de lignes : Roman Kaderli et Nathan Vanoosten |
| 4 min            | Pénalités                               | 2 min            |                                                                       | Arbitrage : Anssi Salonen et Daniel Stricker Juges de lignes : Roman Kaderli et Nathan Vanoosten |
| 23               | Tirs                                    | 30               |                                                                       | Arbitrage : Anssi Salonen et Daniel Stricker Juges de lignes : Roman Kaderli et Nathan Vanoosten |

| 5 mai | États-Unis | 1-2 (0-1, 0-0, 1-1) | Allemagne | Lanxess Arena 18 688 spectateurs |

| Feuille de match | Feuille de match                     | Feuille de match | Feuille de match                                                                         | Feuille de match                                                                           |
| ---------------- | ------------------------------------ | ---------------- | ---------------------------------------------------------------------------------------- | ------------------------------------------------------------------------------------------ |
|                  | - Murphy (Larkin, Nelson) — 51 min - | 0-1 1-1 1-2      | Rieder (Reimer, Kahun) — 10 min 50 s - Hager (D. Seidenberg, Gogulla) — 53 min 58 s (SN) | Arbitrage : Oliver Gouin et Jozef Kubuš Juges de lignes : Hannu Sormunen et Libor Suchánek |
| Howard           | Gardiens                             | Greiss           |                                                                                          | Arbitrage : Oliver Gouin et Jozef Kubuš Juges de lignes : Hannu Sormunen et Libor Suchánek |
| 4 min            | Pénalités                            | 4 min            |                                                                                          | Arbitrage : Oliver Gouin et Jozef Kubuš Juges de lignes : Hannu Sormunen et Libor Suchánek |
| 43               | Tirs                                 | 27               |                                                                                          | Arbitrage : Oliver Gouin et Jozef Kubuš Juges de lignes : Hannu Sormunen et Libor Suchánek |

| 6 mai | Lettonie | 3-0 (0-0, 1-0, 2-0) | Danemark | Lanxess Arena 13 453 spectateurs |

| Feuille de match | Feuille de match | Feuille de match | Feuille de match | Feuille de match                                                                              |
| ---------------- | --- | ---------------- | ---------------- | --------------------------------------------------------------------------------------------- |
|                  | Meija (Kulda) — 23 min 8 s Indrašis (Sprukts, Ri. Bukarts) — 41 min 48 s Indrašis (Ro. Bukarts, Balinskis) — 52 min 40 s (2 SN) | 1-0 2-0 3-0      | -                | Arbitrage : Linus Öhlund et Daniel Stricker Juges de lignes : Roman Kaderli et Libor Suchánek |
| Merzļikins       | Gardiens | Dahm             |                  | Arbitrage : Linus Öhlund et Daniel Stricker Juges de lignes : Roman Kaderli et Libor Suchánek |
| 6 min            | Pénalités | 12 min           |                  | Arbitrage : Linus Öhlund et Daniel Stricker Juges de lignes : Roman Kaderli et Libor Suchánek |
| 35               | Tirs | 27               |                  | Arbitrage : Linus Öhlund et Daniel Stricker Juges de lignes : Roman Kaderli et Libor Suchánek |

| 6 mai | Slovaquie | 3-2 (pr) (1-0, 0-1, 1-1, 1-0) | Italie | Lanxess Arena 12 229 spectateurs |

| Feuille de match | Feuille de match | Feuille de match    | Feuille de match                                                | Feuille de match                                                                                    |
| ---------------- | --- | ------------------- | --------------------------------------------------------------- | --------------------------------------------------------------------------------------------------- |
|                  | Miklík (Jánošík, Čerešňák) — 6 min 58 s - L. Hudáček (Miklík, Sersen) — 58 min 56 s (JS) Čerešňák (Bližňák, Skokan) — 62 min 45 s | 1-0 1-1 1-2 2-2 3-2 | - Morini (Frigo) — 35 min 6 s Frigo (Scandella) — 42 min 41 s - | Arbitrage : Oliver Gouin et Antonín Jeřábek Juges de lignes : Joep Leermakers et Aleksandr Otmakhov |
| J. Hudáček       | Gardiens | And. Bernard        |                                                                 | Arbitrage : Oliver Gouin et Antonín Jeřábek Juges de lignes : Joep Leermakers et Aleksandr Otmakhov |
| 2 min            | Pénalités | 8 min               |                                                                 | Arbitrage : Oliver Gouin et Antonín Jeřábek Juges de lignes : Joep Leermakers et Aleksandr Otmakhov |
| 32               | Tirs | 19                  |                                                                 | Arbitrage : Oliver Gouin et Antonín Jeřábek Juges de lignes : Joep Leermakers et Aleksandr Otmakhov |

| 6 mai | Allemagne | 2-7 (1-1, 1-3, 0-3) | Suède | Lanxess Arena 18 673 spectateurs |

| Feuille de match                                | Feuille de match                                                                            | Feuille de match                    | Feuille de match | Feuille de match                                                                          |
| ----------------------------------------------- | ------------------------------------------------------------------------------------------- | ----------------------------------- | --- | ----------------------------------------------------------------------------------------- |
|                                                 | - Hager (D. Seidenberg, Ehliz) — 16 min 14 s - Gogulla (Hager, Schütz) — 25 min 26 s (SN) - | 0-1 1-1 1-2 2-2 2-3 2-4 2-5 2-6 2-7 | Ekman-Larsson (Landeskog, Rask) — 6 min 56 s - Rask (Hedman, Strålman) — 20 min 23 s (SN) - Omark (Krüger) — 35 min 14 s Brodin (Nylander, Eriksson Ek) — 39 min 57 s Landeskog (Rask, Söderberg) — 49 min 42 s Nylander (Strålman) — 50 min 40 s Nylander (Landeskog) — 51 min 59 s | Arbitrage : Roman Gofman et Eduards Odiņš Juges de lignes : Ivan Dedyulya et Brian Oliver |
| Greiss (51 min 59 s) aus den Birken (8 min 1 s) | Gardiens                                                                                    | Fasth                               | | Arbitrage : Roman Gofman et Eduards Odiņš Juges de lignes : Ivan Dedyulya et Brian Oliver |
| 10 min                                          | Pénalités                                                                                   | 10 min                              | | Arbitrage : Roman Gofman et Eduards Odiņš Juges de lignes : Ivan Dedyulya et Brian Oliver |
| 24                                              | Tirs                                                                                        | 44                                  | | Arbitrage : Roman Gofman et Eduards Odiņš Juges de lignes : Ivan Dedyulya et Brian Oliver |

| 7 mai | Italie | 1-10 (0-3, 1-3, 0-5) | Russie | Lanxess Arena 10 893 spectateurs |

| Feuille de match | Feuille de match                             | Feuille de match                             | Feuille de match | Feuille de match                                                                          |
| ---------------- | -------------------------------------------- | -------------------------------------------- | --- | ----------------------------------------------------------------------------------------- |
|                  | - Traversa (Bernard, Helfer) — 23 min 40 s - | 0-1 0-2 1-2 1-3 1-4 1-5 1-6 1-7 1-8 1-9 1-10 | Andronov (Barabanov, Gavrikov) — 9 min 35 s Dadonov (Panarine, Chipatchiov) — 18 min 59 s (SN) - Koutcherov (Namestnikov, Goussev) — 24 min 51 s (SN) Namestnikov (Goussev, Koutcherov) — 35 min 4 s Panarine (Moziakine, Chipatchiov) — 36 min 21 s (SN) Plotnikov (Koutcherov, Namestnikov) — 43 min 39 s (SN) Moziakine (Chipatchiov, Panarine) — 45 min 29 s (SN) Namestnikov (Koutcherov, Goussev) — 45 min 48 s Panarine (Moziakine, Chipatchiov) — 50 min 21 s (SN) Andronov (Barabanov, Provorov) — 58 min 54 s | Arbitrage : Jozef Kubuš et Linus Öhlund Juges de lignes : Brian Oliver et Sakari Suominen |
| Cloutier         | Gardiens                                     | Vassilevski (40 min) Sorokine (20 min)       | | Arbitrage : Jozef Kubuš et Linus Öhlund Juges de lignes : Brian Oliver et Sakari Suominen |
| 12 min           | Pénalités                                    | 6 min                                        | | Arbitrage : Jozef Kubuš et Linus Öhlund Juges de lignes : Brian Oliver et Sakari Suominen |
| 15               | Tirs                                         | 36                                           | | Arbitrage : Jozef Kubuš et Linus Öhlund Juges de lignes : Brian Oliver et Sakari Suominen |

| 7 mai | États-Unis | 7-2 (3-1, 3-1, 1-0) | Danemark | Lanxess Arena 8 764 spectateurs |

| Feuille de match | Feuille de match | Feuille de match                    | Feuille de match                                                                  | Feuille de match                                                                                |
| ---------------- | --- | ----------------------------------- | --------------------------------------------------------------------------------- | ----------------------------------------------------------------------------------------------- |
|                  | Lee (Gaudreau, Larkin) — 5 min 37 s (SN) Keller (McAvoy, Schmaltz) — 13 min 6 s - Gaudreau (Larkin) — 18 min 59 s (SN) - Keller (Bjugstad) — 34 min 33 s (SN) Eichel — 37 min 9 s Nelson (Schmaltz) — 37 min 37 s Keller — 53 min | 1-0 2-0 2-1 3-1 3-2 4-2 5-2 6-2 7-2 | - Madsen (Ehlers, J. Jensen) — 16 min 10 s (SN) - Hardt (Jakobsen) — 21 min 8 s - | Arbitrage : Antonín Jeřábek et Eduards Odiņš Juges de lignes : Ivan Dedyulya et Joep Leermakers |
| Hellebuyck       | Gardiens | Dahm                                |                                                                                   | Arbitrage : Antonín Jeřábek et Eduards Odiņš Juges de lignes : Ivan Dedyulya et Joep Leermakers |
| 12 min           | Pénalités | 24 min                              |                                                                                   | Arbitrage : Antonín Jeřábek et Eduards Odiņš Juges de lignes : Ivan Dedyulya et Joep Leermakers |
| 34               | Tirs | 25                                  |                                                                                   | Arbitrage : Antonín Jeřábek et Eduards Odiņš Juges de lignes : Ivan Dedyulya et Joep Leermakers |

| 7 mai | Lettonie | 3-1 (1-0, 1-0, 1-1) | Slovaquie | Lanxess Arena 8 149 spectateurs |

| Feuille de match | Feuille de match | Feuille de match | Feuille de match                                | Feuille de match                                                                                   |
| ---------------- | --- | ---------------- | ----------------------------------------------- | -------------------------------------------------------------------------------------------------- |
|                  | Sprukts (Ri. Bukarts, Girgensons) — 10 min 24 s (SN) Girgensons (Ri. Bukarts, Ro. Bukarts) — 27 min 26 s (SN) - Szerins (Cibuļskis, Daugaviņš) — 50 min 36 s (SN) | 1-0 2-0 2-1 3-1  | - Miklík (Dravecký, Haščák) — 49 min 9 s (SN) - | Arbitrage : Roman Gofman et Anssi Salonen Juges de lignes : Aleksandr Otmakhov et Nathan Vanoosten |
| Merzļikins       | Gardiens | Laco             |                                                 | Arbitrage : Roman Gofman et Anssi Salonen Juges de lignes : Aleksandr Otmakhov et Nathan Vanoosten |
| 12 min           | Pénalités | 37 min           |                                                 | Arbitrage : Roman Gofman et Anssi Salonen Juges de lignes : Aleksandr Otmakhov et Nathan Vanoosten |
| 22               | Tirs | 30               |                                                 | Arbitrage : Roman Gofman et Anssi Salonen Juges de lignes : Aleksandr Otmakhov et Nathan Vanoosten |

| 8 mai | Allemagne | 3-6 (0-3, 0-2, 3-1) | Russie | Lanxess Arena 18 734 spectateurs |

| Feuille de match | Feuille de match | Feuille de match                    | Feuille de match | Feuille de match                                                                               |
| ---------------- | --- | ----------------------------------- | --- | ---------------------------------------------------------------------------------------------- |
|                  | - Macek (Müller, D. Seidenberg) — 45 min 53 s Gogulla (Ehrhoff, Kahun) — 48 min 34 s (SN) - Tiffels (Kink, D. Seidenberg) — 59 min 10 s | 0-1 0-2 0-3 0-4 0-5 1-5 2-5 2-6 3-6 | Chipatchiov (Dadonov, Panarine) — 1 min 4 s Chipatchiov (Goussev, Panarine) — 17 min 10 s (SN) Plotnikov (Antipine, Provorov) — 18 min 15 s (SN) Goussev (Panarine, Belov) — 31 min 10 s (SN) Koutcherov — 35 min 16 s - Koutcherov (Panarine) — 51 min 40 s - | Arbitrage : Oliver Gouin et Anssi Salonen Juges de lignes : Libor Suchánek et Nathan Vanoosten |
| Greiss           | Gardiens | Vassilevski                         | | Arbitrage : Oliver Gouin et Anssi Salonen Juges de lignes : Libor Suchánek et Nathan Vanoosten |
| 29 min           | Pénalités | 12 min                              | | Arbitrage : Oliver Gouin et Anssi Salonen Juges de lignes : Libor Suchánek et Nathan Vanoosten |
| 29               | Tirs | 35                                  | | Arbitrage : Oliver Gouin et Anssi Salonen Juges de lignes : Libor Suchánek et Nathan Vanoosten |

| 8 mai | États-Unis | 4-3 (2-3, 1-0, 1-0) | Suède | Lanxess Arena 18 398 spectateurs |

| Feuille de match | Feuille de match | Feuille de match            | Feuille de match | Feuille de match                                                                             |
| ---------------- | --- | --------------------------- | --- | -------------------------------------------------------------------------------------------- |
|                  | - Keller (Eichel, Trouba) — 3 min 21 s - Gaudreau (Larkin) — 18 min 12 s - Gaudreau (Eichel, Lee) — 22 min 57 s Compher (Murphy, Larkin) — 51 min 47 s | 0-1 1-1 1-2 2-2 2-3 3-3 4-3 | Lindholm (Strålman) — 2 min 14 s (SN) - Lindholm (Ekman-Larsson) — 13 min 23 s - Hedman (Nordström, C. Klingberg) — 18 min 47 s - | Arbitrage : Jozef Kubuš et Daniel Stricker Juges de lignes : Roman Kaderli et Hannu Sormunen |
| Howard           | Gardiens | Fasth                       | | Arbitrage : Jozef Kubuš et Daniel Stricker Juges de lignes : Roman Kaderli et Hannu Sormunen |
| 12 min           | Pénalités | 6 min                       | | Arbitrage : Jozef Kubuš et Daniel Stricker Juges de lignes : Roman Kaderli et Hannu Sormunen |
| 27               | Tirs | 42                          | | Arbitrage : Jozef Kubuš et Daniel Stricker Juges de lignes : Roman Kaderli et Hannu Sormunen |

| 9 mai | Italie | 1-2 (1-1, 0-0, 0-1) | Lettonie | Lanxess Arena 6 332 spectateurs |

| Feuille de match | Feuille de match                | Feuille de match | Feuille de match                                                                     | Feuille de match                                                                                 |
| ---------------- | ------------------------------- | ---------------- | ------------------------------------------------------------------------------------ | ------------------------------------------------------------------------------------------------ |
|                  | Insam (Traversa) — 3 min 38 s - | 1-0 1-1 1-2      | - Džeriņš (Galviņš, Daugaviņš) — 12 min 9 s (SN) Džeriņš (Ro. Bukarts) — 58 min 41 s | Arbitrage : Brett Iverson et Tobias Wehrli Juges de lignes : Ivan Dedyulya et Alexander Otmakhov |
| And. Bernard     | Gardiens                        | Merzļikins       |                                                                                      | Arbitrage : Brett Iverson et Tobias Wehrli Juges de lignes : Ivan Dedyulya et Alexander Otmakhov |
|                  | Pénalités                       | 6 min            |                                                                                      | Arbitrage : Brett Iverson et Tobias Wehrli Juges de lignes : Ivan Dedyulya et Alexander Otmakhov |
| 21               | Tirs                            | 24               |                                                                                      | Arbitrage : Brett Iverson et Tobias Wehrli Juges de lignes : Ivan Dedyulya et Alexander Otmakhov |

| 9 mai | Slovaquie | 3-4 (TB) (0-1, 0-2, 3-0, 0-0, 0-1) | Danemark | Lanxess Arena 4 454 spectateurs |

| Feuille de match | Feuille de match | Feuille de match            | Feuille de match | Feuille de match                                                                           |
| ---------------- | --- | --------------------------- | --- | ------------------------------------------------------------------------------------------ |
|                  | - Gernát (Miklík, Haščák) — 41 min 22 s Bližňák (Haščák, Dravecký) — 46 min 5 s (SN) Miklík (Čerešňák, Dravecký) — 51 min 53 s (SN) | 0-1 0-2 0-3 1-3 2-3 3-3 3-4 | Hardt (Storm, Green) — 16 min 20 s (SN) Russell (Bau Hansen, O. Lauridsen) — 24 min 46 s Poulsen (O. Lauridsen, Green) — 39 min 57 s - Green — 65 min (TB) | Arbitrage : Mark Lemelin et Marcus Linde Juges de lignes : Joep Leermakers et Brian Oliver |
| J. Hudáček       | Gardiens | Dahm                        | | Arbitrage : Mark Lemelin et Marcus Linde Juges de lignes : Joep Leermakers et Brian Oliver |
| 14 min           | Pénalités | 16 min                      | | Arbitrage : Mark Lemelin et Marcus Linde Juges de lignes : Joep Leermakers et Brian Oliver |
| 32               | Tirs | 26                          | | Arbitrage : Mark Lemelin et Marcus Linde Juges de lignes : Joep Leermakers et Brian Oliver |

| 10 mai | États-Unis | 3-0 (1-0, 2-0, 0-0) | Italie | Lanxess Arena 7 168 spectateurs |

| Feuille de match | Feuille de match                                                                                 | Feuille de match | Feuille de match | Feuille de match                                                                           |
| ---------------- | ------------------------------------------------------------------------------------------------ | ---------------- | ---------------- | ------------------------------------------------------------------------------------------ |
|                  | Nelson — 5 min 17 s Nelson (Larkin) — 25 min 53 s (IN) Lee (Gaudreau, Larkin) — 27 min 47 s (SN) | 1-0 2-0 3-0      | -                | Arbitrage : Jan Hribik et Marcus Linde Juges de lignes : Gleb Lazarev et Andreas Malmqvist |
| Howard           | Gardiens                                                                                         | And. Bernard     |                  | Arbitrage : Jan Hribik et Marcus Linde Juges de lignes : Gleb Lazarev et Andreas Malmqvist |
| 4 min            | Pénalités                                                                                        | 6 min            |                  | Arbitrage : Jan Hribik et Marcus Linde Juges de lignes : Gleb Lazarev et Andreas Malmqvist |
| 32               | Tirs                                                                                             | 8                |                  | Arbitrage : Jan Hribik et Marcus Linde Juges de lignes : Gleb Lazarev et Andreas Malmqvist |

| 10 mai | Slovaquie | 2-3 (TB) (1-0, 1-2, 0-0, 0-0, 0-1) | Allemagne | Lanxess Arena 17 647 spectateurs |

| Feuille de match | Feuille de match                                                            | Feuille de match                                 | Feuille de match                                                                                             | Feuille de match                                                                             |
| ---------------- | --------------------------------------------------------------------------- | ------------------------------------------------ | --- | -------------------------------------------------------------------------------------------- |
|                  | Matoušek (Zigo, Šedivý) — 9 min 23 s L. Hudáček (Čajkovský) — 21 min 58 s - | 1-0 2-0 2-1 2-2 2-3                              | - Reimer (Ehrhoff, Kahun) — 36 min 11 s (SN) Ehliz (D. Seidenberg, Müller) — 36 min 38 s Kahun — 65 min (TB) | Arbitrage : Stefan Fonselius et Brett Iverson Juges de lignes : Rene Jensen et Judson Ritter |
| J. Hudáček       | Gardiens                                                                    | Greiss (9 min 23 s) aus den Birken (55 min 37 s) | | Arbitrage : Stefan Fonselius et Brett Iverson Juges de lignes : Rene Jensen et Judson Ritter |
| 4 min            | Pénalités                                                                   | 4 min                                            | | Arbitrage : Stefan Fonselius et Brett Iverson Juges de lignes : Rene Jensen et Judson Ritter |
| 28               | Tirs                                                                        | 31                                               | | Arbitrage : Stefan Fonselius et Brett Iverson Juges de lignes : Rene Jensen et Judson Ritter |

| 11 mai | Russie | 3-0 (0-0, 3-0, 0-0) | Danemark | Lanxess Arena 6 932 spectateurs |

| Feuille de match | Feuille de match | Feuille de match | Feuille de match | Feuille de match                                                                                   |
| ---------------- | --- | ---------------- | ---------------- | -------------------------------------------------------------------------------------------------- |
|                  | Kisselevitch (Panarine, Koutcherov) — 35 min 36 s Plotnikov (Andronov, Teleguine) — 35 min 54 s Goussev (Koutcherov, Dadonov) — 36 min 46 s | 1-0 2-0 3-0      | -                | Arbitrage : Stephen Reneau et Tobias Wehrli Juges de lignes : Lukas Kohlmüller et Miroslav Lhotský |
| Vassilevski      | Gardiens | Sørensen         |                  | Arbitrage : Stephen Reneau et Tobias Wehrli Juges de lignes : Lukas Kohlmüller et Miroslav Lhotský |
| 2 min            | Pénalités | 4 min            |                  | Arbitrage : Stephen Reneau et Tobias Wehrli Juges de lignes : Lukas Kohlmüller et Miroslav Lhotský |
| 33               | Tirs | 21               |                  | Arbitrage : Stephen Reneau et Tobias Wehrli Juges de lignes : Lukas Kohlmüller et Miroslav Lhotský |

| 11 mai | Suède | 2-0 (1-0, 0-0, 1-0) | Lettonie | Lanxess Arena 8 276 spectateurs |

| Feuille de match | Feuille de match                                                      | Feuille de match | Feuille de match | Feuille de match                                                                                |
| ---------------- | --------------------------------------------------------------------- | ---------------- | ---------------- | ----------------------------------------------------------------------------------------------- |
|                  | Landeskog (Rask, Lindholm) — 9 min 13 s Lindholm (Rask) — 56 min 42 s | 1-0 2-0          | -                | Arbitrage : Mark Lemelin et Daniel Piechaczek Juges de lignes : Peter Šefčík et Sakari Suominen |
| Läck             | Gardiens                                                              | Merzļikins       |                  | Arbitrage : Mark Lemelin et Daniel Piechaczek Juges de lignes : Peter Šefčík et Sakari Suominen |
| 16 min           | Pénalités                                                             | 6 min            |                  | Arbitrage : Mark Lemelin et Daniel Piechaczek Juges de lignes : Peter Šefčík et Sakari Suominen |
| 30               | Tirs                                                                  | 19               |                  | Arbitrage : Mark Lemelin et Daniel Piechaczek Juges de lignes : Peter Šefčík et Sakari Suominen |

| 12 mai | Suède | 8-1 (2-0, 1-1, 5-0) | Italie | Lanxess Arena 10 878 spectateurs |

| Feuille de match | Feuille de match | Feuille de match                    | Feuille de match                                 | Feuille de match                                                                               |
| ---------------- | --- | ----------------------------------- | ------------------------------------------------ | ---------------------------------------------------------------------------------------------- |
|                  | Rask (Lindholm) — 3 min 24 s Holm (Nylander, Brodin) — 8 min 34 s - Brodin (Holm) — 29 min 52 s Lindholm (Landeskog, Strålman) — 40 min 41 s Omark (Söderberg, Edler) — 50 min 9 s C. Klingberg (Nordström) — 54 min 53 s Eriksson Ek (Nylander) — 56 min 51 s J. Klingberg (Holm, Nylander) — 58 min 25 s | 1-0 2-0 2-1 3-1 4-1 5-1 6-1 7-1 8-1 | - Morini (Scandella, Insam) — 23 min 50 s (SN) - | Arbitrage : Stefan Fonselius et Brett Iverson Juges de lignes : Rene Jensen et Sakari Suominen |
| Fasth            | Gardiens | Cloutier                            |                                                  | Arbitrage : Stefan Fonselius et Brett Iverson Juges de lignes : Rene Jensen et Sakari Suominen |
| 4 min            | Pénalités | 4 min                               |                                                  | Arbitrage : Stefan Fonselius et Brett Iverson Juges de lignes : Rene Jensen et Sakari Suominen |
| 45               | Tirs | 15                                  |                                                  | Arbitrage : Stefan Fonselius et Brett Iverson Juges de lignes : Rene Jensen et Sakari Suominen |

| 12 mai | Danemark | 3-2 (pr) (2-2, 0-0, 0-0, 1-0) | Allemagne | Lanxess Arena 18 629 spectateurs |

| Feuille de match | Feuille de match                                                                                                   | Feuille de match    | Feuille de match                                                                       | Feuille de match                                                                          |
| ---------------- | --- | ------------------- | -------------------------------------------------------------------------------------- | ----------------------------------------------------------------------------------------- |
|                  | - Storm (Kristensen, Jakobsen) — 16 min 9 s Poulsen (Christensen) — 16 min 34 s Regin (Ehlers, Dahm) — 61 min 40 s | 0-1 0-2 1-2 2-2 3-2 | Reimer (Ehliz, D. Seidenberg) — 8 min 26 s Macek (Y. Seidenberg, Kahun) — 9 min 43 s - | Arbitrage : Jan Hribik et Marcus Linde Juges de lignes : Gleb Lazarev et Miroslav Lhotský |
| Dahm             | Gardiens | aus den Birken      |                                                                                        | Arbitrage : Jan Hribik et Marcus Linde Juges de lignes : Gleb Lazarev et Miroslav Lhotský |
| 10 min           | Pénalités | 12 min              |                                                                                        | Arbitrage : Jan Hribik et Marcus Linde Juges de lignes : Gleb Lazarev et Miroslav Lhotský |
| 29               | Tirs | 29                  |                                                                                        | Arbitrage : Jan Hribik et Marcus Linde Juges de lignes : Gleb Lazarev et Miroslav Lhotský |

| 13 mai | Lettonie | 3-5 (1-0, 2-3, 0-2) | États-Unis | Lanxess Arena 17 936 spectateurs |

| Feuille de match | Feuille de match | Feuille de match                | Feuille de match | Feuille de match                                                                            |
| ---------------- | --- | ------------------------------- | --- | ------------------------------------------------------------------------------------------- |
|                  | Bļugers (Bičevskis) — 11 min 23 s Daugaviņš (Džeriņš, Ro. Bukarts) — 20 min 7 s - Cibuļskis (Indrašis) — 31 min 37 s (SN) - | 1-0 2-0 2-1 3-1 2-3 3-3 3-4 3-5 | - Compher (Lee) — 29 min - Bjugstad (Schmaltz, Keller) — 33 min 44 s Gaudreau (Trouba, Bjugstad) — 38 min 37 s Copp (Hellebuyck) — 56 min 38 s Larkin — 58 min 58 s (CV) | Arbitrage : Stefan Fonselius et Brett Iverson Juges de lignes : Rene Jensen et Gleb Lazarev |
| Merzļikins       | Gardiens | Hellebuyck                      | | Arbitrage : Stefan Fonselius et Brett Iverson Juges de lignes : Rene Jensen et Gleb Lazarev |
| 6 min            | Pénalités | 8 min                           | | Arbitrage : Stefan Fonselius et Brett Iverson Juges de lignes : Rene Jensen et Gleb Lazarev |
| 23               | Tirs | 33                              | | Arbitrage : Stefan Fonselius et Brett Iverson Juges de lignes : Rene Jensen et Gleb Lazarev |

| 13 mai | Russie | 6-0 (3-0, 2-0, 1-0) | Slovaquie | Lanxess Arena 18 591 spectateurs |

| Feuille de match | Feuille de match | Feuille de match        | Feuille de match | Feuille de match                                                                                  |
| ---------------- | --- | ----------------------- | ---------------- | ------------------------------------------------------------------------------------------------- |
|                  | Dadonov (Goussev, Chipatchiov) — 1 min 19 s Dadonov (Goussev, Chipatchiov) — 13 min 32 s (SN) Mironov — 19 min 19 s Koutcherov (Tkatchiov, Kisselevitch) — 22 min 53 s Teleguine (Zoub, Plotnikov) — 32 min 50 s Gavrikov (Chipatchiov, Dadonov) — 55 min 47 s | 1-0 2-0 3-0 4-0 5-0 6-0 | -                | Arbitrage : Mark Lemelin et Daniel Piechaczek Juges de lignes : Lukas Kohlmüller et Judson Ritter |
| Vassilevski      | Gardiens | J. Hudáček              |                  | Arbitrage : Mark Lemelin et Daniel Piechaczek Juges de lignes : Lukas Kohlmüller et Judson Ritter |
| 6 min            | Pénalités | 8 min                   |                  | Arbitrage : Mark Lemelin et Daniel Piechaczek Juges de lignes : Lukas Kohlmüller et Judson Ritter |
| 39               | Tirs | 22                      |                  | Arbitrage : Mark Lemelin et Daniel Piechaczek Juges de lignes : Lukas Kohlmüller et Judson Ritter |

| 13 mai | Italie | 1-4 | Allemagne | Lanxess Arena 18 712 spectateurs |

| Feuille de match | Feuille de match                                         | Feuille de match    | Feuille de match | Feuille de match                                                                                |
| ---------------- | -------------------------------------------------------- | ------------------- | --- | ----------------------------------------------------------------------------------------------- |
|                  | - M. Marchetti (S. Kostner, S. Marchetti) — 4 min 21 s - | 0-1 1-1 1-2 1-3 1-4 | Ehrhoff (Draisaitl) — 3 min 34 s - Plachta (D. Seidenberg, Kahun) — 18 min 16 s (SN) Y. Seidenberg (Hördler) — 22 min 46 s Kahun (Y. Seidenberg) — 26 min | Arbitrage : Stephen Reneau et Tobias Wehrli Juges de lignes : Andreas Malmqvist et Peter Šefčík |
| And. Bernard     | Gardiens                                                 | aus den Birken      | | Arbitrage : Stephen Reneau et Tobias Wehrli Juges de lignes : Andreas Malmqvist et Peter Šefčík |
| 4 min            | Pénalités                                                | 8 min               | | Arbitrage : Stephen Reneau et Tobias Wehrli Juges de lignes : Andreas Malmqvist et Peter Šefčík |
| 18               | Tirs                                                     | 37                  | | Arbitrage : Stephen Reneau et Tobias Wehrli Juges de lignes : Andreas Malmqvist et Peter Šefčík |

| 14 mai | Slovaquie | 1-6 (0-1, 1-3, 0-2) | États-Unis | Lanxess Arena 13 267 spectateurs |

| Feuille de match | Feuille de match                                | Feuille de match            | Feuille de match | Feuille de match                                                                               |
| ---------------- | ----------------------------------------------- | --------------------------- | --- | ---------------------------------------------------------------------------------------------- |
|                  | - Gernát (L. Hudáček, Dravecký) — 30 min 40 s - | 0-1 0-2 1-2 1-3 1-4 1-5 1-6 | Keller (Lee, Skjei) — 8 min 12 s Gaudreau (Hayes) — 25 min 57 s - Dvorak (Gaudreau) — 36 min 4 s Trouba — 38 min 1 s Gaudreau (Hayes) — 42 min 16 s Lee (Eichel, Hanifin) — 47 min 23 s (SN) | Arbitrage : Jan Hribik et Tobias Wehrli Juges de lignes : Andreas Malmqvist et Sakari Suominen |
| J. Hudáček       | Gardiens                                        | Howard                      | | Arbitrage : Jan Hribik et Tobias Wehrli Juges de lignes : Andreas Malmqvist et Sakari Suominen |
| 10 min           | Pénalités                                       | 8 min                       | | Arbitrage : Jan Hribik et Tobias Wehrli Juges de lignes : Andreas Malmqvist et Sakari Suominen |
| 20               | Tirs                                            | 28                          | | Arbitrage : Jan Hribik et Tobias Wehrli Juges de lignes : Andreas Malmqvist et Sakari Suominen |

| 14 mai | Danemark | 2-4 (0-1, 0-2, 2-1) | Suède | Lanxess Arena 10 314 spectateurs |

| Feuille de match | Feuille de match                                                          | Feuille de match        | Feuille de match | Feuille de match                                                                                   |
| ---------------- | ------------------------------------------------------------------------- | ----------------------- | --- | -------------------------------------------------------------------------------------------------- |
|                  | - Madsen (Ehlers) — 49 min 11 s Lauridsen (Ehlers, Regin) — 55 min 17 s - | 0-1 0-2 0-3 1-3 2-3 2-4 | J. Lundqvist (Krüger, Eriksson Ek) — 2 min 19 s Nylander (J. Klingberg, Lindberg) — 35 min 20 s Nylander (Bäckström) — 39 min 6 s - Bäckström (J. Klingberg, Nylander) — 57 min 31 s (SN) | Arbitrage : Daniel Piechaczek et Stephen Reneau Juges de lignes : Lukas Kohlmüller et Peter Šefčík |
| Sørensen         | Gardiens                                                                  | H. Lundqvist            | | Arbitrage : Daniel Piechaczek et Stephen Reneau Juges de lignes : Lukas Kohlmüller et Peter Šefčík |
| 4 min            | Pénalités                                                                 | 12 min                  | | Arbitrage : Daniel Piechaczek et Stephen Reneau Juges de lignes : Lukas Kohlmüller et Peter Šefčík |
| 21               | Tirs                                                                      | 33                      | | Arbitrage : Daniel Piechaczek et Stephen Reneau Juges de lignes : Lukas Kohlmüller et Peter Šefčík |

| 15 mai | Danemark | 2-0 (0-0, 0-0, 2-0) | Italie | Lanxess Arena 5 653 spectateurs |

| Feuille de match | Feuille de match                                                    | Feuille de match | Feuille de match | Feuille de match                                                                                 |
| ---------------- | ------------------------------------------------------------------- | ---------------- | ---------------- | ------------------------------------------------------------------------------------------------ |
|                  | Hardt (Storm, Jakobsen) — 57 min 36 s (SN) Regin — 58 min 47 s (CV) | 1-0 2-0          | -                | Arbitrage : Stefan Fonselius et Eduards Odiņš Juges de lignes : Judson Ritter et Sakari Suominen |
| Dahm             | Gardiens                                                            | And. Bernard     |                  | Arbitrage : Stefan Fonselius et Eduards Odiņš Juges de lignes : Judson Ritter et Sakari Suominen |
| 2 min            | Pénalités                                                           | 4 min            |                  | Arbitrage : Stefan Fonselius et Eduards Odiņš Juges de lignes : Judson Ritter et Sakari Suominen |
| 38               | Tirs                                                                | 16               |                  | Arbitrage : Stefan Fonselius et Eduards Odiņš Juges de lignes : Judson Ritter et Sakari Suominen |

| 15 mai | Russie | 5-0 (2-0, 2-0, 1-0) | Lettonie | Lanxess Arena 16 439 spectateurs |

| Feuille de match | Feuille de match | Feuille de match    | Feuille de match | Feuille de match                                                                            |
| ---------------- | --- | ------------------- | ---------------- | ------------------------------------------------------------------------------------------- |
|                  | Kisselevitch (Panarine, Koutcherov) — 12 min 10 s Teleguine (Plotnikov) — 18 min 41 s Namestnikov (Panarine, Koutcherov) — 20 min 57 s (SN) Koutcherov (Panarine, Belov) — 39 min Belov (Goussev, Chipatchiov) — 53 min 17 s (SN) | 1-0 2-0 3-0 4-0 5-0 | -                | Arbitrage : Jan Hribik et Antonín Jeřábek Juges de lignes : Rene Jensen et Miroslav Lhotský |
| Sorokine         | Gardiens | Punnenovs           |                  | Arbitrage : Jan Hribik et Antonín Jeřábek Juges de lignes : Rene Jensen et Miroslav Lhotský |
| 8 min            | Pénalités | 8 min               |                  | Arbitrage : Jan Hribik et Antonín Jeřábek Juges de lignes : Rene Jensen et Miroslav Lhotský |
| 36               | Tirs | 24                  |                  | Arbitrage : Jan Hribik et Antonín Jeřábek Juges de lignes : Rene Jensen et Miroslav Lhotský |

| 16 mai | Suède | 4-2 (2-0, 1-1, 1-1) | Slovaquie | Lanxess Arena 10 259 spectateurs |

| Feuille de match | Feuille de match | Feuille de match                             | Feuille de match                                                           | Feuille de match                                                                                |
| ---------------- | --- | -------------------------------------------- | -------------------------------------------------------------------------- | ----------------------------------------------------------------------------------------------- |
|                  | Nylander (Bäckström, Klingberg) — 4 min 2 s Ekman-Larsson (Everberg, Karlsson) — 8 min 14 s - Everberg (Karlsson) — 25 min 45 s - Karlsson (Edler) — 59 min 28 s (CV) | 1-0 2-0 2-1 3-1 3-2 4-2                      | - Matoušek (Skalický, Zigo) — 24 min 8 s - Kudrna (Cingeľ) — 41 min 34 s - | Arbitrage : Antonín Jeřábek et Eduards Odiņš Juges de lignes : Lukas Kohlmüller et Gleb Lazarev |
| H. Lundqvist     | Gardiens | J. Hudáček (25 min 45 s) Janus (32 min 56 s) |                                                                            | Arbitrage : Antonín Jeřábek et Eduards Odiņš Juges de lignes : Lukas Kohlmüller et Gleb Lazarev |
| 8 min            | Pénalités | 4 min                                        |                                                                            | Arbitrage : Antonín Jeřábek et Eduards Odiņš Juges de lignes : Lukas Kohlmüller et Gleb Lazarev |
| 38               | Tirs | 15                                           |                                                                            | Arbitrage : Antonín Jeřábek et Eduards Odiņš Juges de lignes : Lukas Kohlmüller et Gleb Lazarev |

| 16 mai | Russie | 3-5 (1-0, 2-3, 0-2) | États-Unis | Lanxess Arena 18 756 spectateurs |

| Feuille de match | Feuille de match | Feuille de match                | Feuille de match | Feuille de match                                                                                     |
| ---------------- | --- | ------------------------------- | --- | --- |
|                  | Goussev (Kisselevitch) — 12 min 29 s - Belov (Plotnikov, Andronov) — 27 min 33 s - Goussev (Chipatchiov, Dadonov) — 36 min 15 s - | 1-0 1-1 2-1 2-2 3-2 3-3 3-4 3-5 | - Hayes (Nelson, Keller) — 21 min (SN) - Larkin (Nelson) — 32 min 18 s - Hayes (Gaudreau, Bjugstad) — 37 min 43 s Lee (Gaudreau, Eichel) — 52 min 57 s (SN) Nelson (Larkin) — 59 min 38 s (CV) | Arbitrage : Anssi Salonen et Daniel Stricker Juges de lignes : Miroslav Lhotský et Andreas Malmqvist |
| Vassilevski      | Gardiens | Howard                          | | Arbitrage : Anssi Salonen et Daniel Stricker Juges de lignes : Miroslav Lhotský et Andreas Malmqvist |
| 16 min           | Pénalités | 8 min                           | | Arbitrage : Anssi Salonen et Daniel Stricker Juges de lignes : Miroslav Lhotský et Andreas Malmqvist |
| 19               | Tirs | 35                              | | Arbitrage : Anssi Salonen et Daniel Stricker Juges de lignes : Miroslav Lhotský et Andreas Malmqvist |

| 16 mai | Allemagne | 4-3 (TB) (0-0, 2-1, 1-2, 0-0, 1-0) | Lettonie | Lanxess Arena 18 797 spectateurs |

| Feuille de match | Feuille de match | Feuille de match            | Feuille de match | Feuille de match                                                                         |
| ---------------- | --- | --------------------------- | --- | ---------------------------------------------------------------------------------------- |
|                  | Wolf (Ehrhoff, Reimer) — 31 min 2 s (SN) D. Seidenberg (Kink, Müller) — 31 min 29 s - Schütz (Draisaitl) — 59 min 27 s (SN) Tiffels — 65 min (TB) | 1-0 2-0 2-1 2-2 2-3 3-3 4-3 | - Skvorcovs (Sotnieks) — 38 min 42 s Sprukts (Indrašis, Sotnieks) — 48 min 22 s Džeriņš (Balinskis, Ro. Bukarts) — 56 min 8 s (SN) - | Arbitrage : Oliver Gouin et Linus Öhlund Juges de lignes : Judson Ritter et Peter Šefčík |
| Grubauer         | Gardiens | Merzļikins                  | | Arbitrage : Oliver Gouin et Linus Öhlund Juges de lignes : Judson Ritter et Peter Šefčík |
| 6 min            | Pénalités | 8 min                       | | Arbitrage : Oliver Gouin et Linus Öhlund Juges de lignes : Judson Ritter et Peter Šefčík |
| 41               | Tirs | 30                          | | Arbitrage : Oliver Gouin et Linus Öhlund Juges de lignes : Judson Ritter et Peter Šefčík |

##### Classement
| Clt   | Équipe     | PJ | V | VP | D | DP | BP | BC | Diff | Pts |
| ----- | ---------- | -- | - | -- | - | -- | -- | -- | ---- | --- |
| +001, | États-Unis | 7  | 6 | 0  | 1 | 0  | 31 | 14 | +17  | 18  |
| +002, | Russie     | 7  | 5 | 1  | 1 | 0  | 35 | 10 | +25  | 17  |
| +003, | Suède      | 7  | 5 | 0  | 1 | 1  | 29 | 13 | +16  | 16  |
| +004, | Allemagne  | 7  | 2 | 2  | 2 | 1  | 20 | 23 | -3   | 11  |
| +005, | Lettonie   | 7  | 3 | 0  | 3 | 1  | 14 | 18 | -4   | 10  |
| +006, | Danemark   | 7  | 1 | 2  | 4 | 0  | 13 | 22 | -9   | 7   |
| +007, | Slovaquie  | 7  | 0 | 1  | 4 | 2  | 12 | 28 | -16  | 4   |
| +008, | Italie     | 7  | 0 | 0  | 6 | 1  | 6  | 32 | -26  | 1   |

- Qualifié pour les quarts de finale
- Relégué en Division IA

Pour les significations des abréviations, voir statistiques du hockey sur glace.

#### Groupe B

##### Matches
| 5 mai | Finlande | 3-2 (2-0, 0-1, 1-1) | Biélorussie | AccorHotels Arena 5 078 spectateurs |

| Feuille de match | Feuille de match                                                                              | Feuille de match    | Feuille de match                                                                                  | Feuille de match                                                                               |
| ---------------- | --------------------------------------------------------------------------------------------- | ------------------- | ------------------------------------------------------------------------------------------------- | ---------------------------------------------------------------------------------------------- |
|                  | Aho (Filppula) — 2 min 43 s Osala — 5 min 9 s - Savinainen (Rantanen, Aho) — 49 min 15 s (SN) | 1-0 2-0 2-1 2-2 3-2 | - Sharangovich (Stefanovitch) — 38 min 8 s Kavyrchyn (Hrabarenka, A. Kastsitsyne) — 44 min 32 s - | Arbitrage : Jan Hribik et Daniel Piechaczek Juges de lignes : Rene Jensen et Andreas Malmqvist |
| Korpisalo        | Gardiens                                                                                      | Lalande             |                                                                                                   | Arbitrage : Jan Hribik et Daniel Piechaczek Juges de lignes : Rene Jensen et Andreas Malmqvist |
| 4 min            | Pénalités                                                                                     | 6 min               |                                                                                                   | Arbitrage : Jan Hribik et Daniel Piechaczek Juges de lignes : Rene Jensen et Andreas Malmqvist |
| 24               | Tirs                                                                                          | 24                  |                                                                                                   | Arbitrage : Jan Hribik et Daniel Piechaczek Juges de lignes : Rene Jensen et Andreas Malmqvist |

| 5 mai | République tchèque | 1-4 (0-1, 0-1, 1-2) | Canada | AccorHotels Arena 8 834 spectateurs |

| Feuille de match | Feuille de match                              | Feuille de match    | Feuille de match | Feuille de match                                                                               |
| ---------------- | --------------------------------------------- | ------------------- | --- | ---------------------------------------------------------------------------------------------- |
|                  | - Radil (Kovář, Voráček) — 52 min 41 s (SN) - | 0-1 0-2 1-2 1-3 1-4 | O'Reilly (Scheifele, Barrie) — 6 min 9 s Matheson (Skinner, Giroux) — 20 min 55 s (SN) - Barrie (Konecny, Giroux) — 54 min 50 s Skinner — 59 min 18 s (CV) | Arbitrage : Stefan Fonselius et Stephen Reneau Juges de lignes : Gleb Lazarev et Judson Ritter |
| Mrázek           | Gardiens                                      | Pickard             | | Arbitrage : Stefan Fonselius et Stephen Reneau Juges de lignes : Gleb Lazarev et Judson Ritter |
| 6 min            | Pénalités                                     | 10 min              | | Arbitrage : Stefan Fonselius et Stephen Reneau Juges de lignes : Gleb Lazarev et Judson Ritter |
| 29               | Tirs                                          | 28                  | | Arbitrage : Stefan Fonselius et Stephen Reneau Juges de lignes : Gleb Lazarev et Judson Ritter |

| 6 mai | Suisse | 5-4 (TB) (4-0, 0-1, 0-3, 0-0, 1-0) | Slovénie | AccorHotels Arena 4 922 spectateurs |

| Feuille de match | Feuille de match | Feuille de match                    | Feuille de match | Feuille de match                                                                       |
| ---------------- | --- | ----------------------------------- | --- | -------------------------------------------------------------------------------------- |
|                  | Ambühl (Suter) — 10 min 49 s (SN) Haas (Praplan, Genazzi) — 11 min 1 s Loeffel (Hollenstein, Praplan) — 16 min 59 s Bodenmann (Brunner, Richard) — 17 min 47 s - | 1-0 2-0 3-0 4-0 4-1 4-2 4-3 4-4 5-4 | - Muršak (Tavželj) — 38 min 31 s (IN) Jeglič (Sabolič, Kranjc) — 45 min 50 s Urbas (Ograjenšek, Pretnar) — 54 min 2 s (2 SN) Sabolič (Tičar) — 55 min 23 s (SN) Brunner — 65 min (TB) | Arbitrage : Jan Hribik et Marcus Linde Juges de lignes : Judson Ritter et Peter Šefčík |
| Hiller           | Gardiens | Krošelj                             | | Arbitrage : Jan Hribik et Marcus Linde Juges de lignes : Judson Ritter et Peter Šefčík |
| 16 min           | Pénalités | 10 min                              | | Arbitrage : Jan Hribik et Marcus Linde Juges de lignes : Judson Ritter et Peter Šefčík |
| 33               | Tirs | 23                                  | | Arbitrage : Jan Hribik et Marcus Linde Juges de lignes : Judson Ritter et Peter Šefčík |

| 6 mai | Biélorussie | 1-6 (0-2, 1-1, 0-3) | République tchèque | AccorHotels Arena 6 635 spectateurs |

| Feuille de match                               | Feuille de match                                     | Feuille de match            | Feuille de match | Feuille de match                                                                            |
| ---------------------------------------------- | ---------------------------------------------------- | --------------------------- | --- | ------------------------------------------------------------------------------------------- |
|                                                | - Pawlovitch (Lissavets, Dzianissaw) — 21 min 13 s - | 0-1 0-2 1-2 1-3 1-4 1-5 1-6 | Vrána (Birner, Řepík) — 13 min 16 s Gudas (Voráček) — 17 min 30 s - Červenka (Horák, Jeřábek) — 35 min 38 s Šimek (Voráček, Radil) — 47 min 26 s (SN) Voráček (Pastrňák, Kundrátek) — 49 min 37 s Kempný (Hanzl, Zohorna) — 59 min 44 s | Arbitrage : Brett Iverson et Mark Lemelin Juges de lignes : Rene Jensen et Lukas Kohlmüller |
| Lalande (49 min 37 s) Karnaukhov (10 min 23 s) | Gardiens                                             | Francouz                    | | Arbitrage : Brett Iverson et Mark Lemelin Juges de lignes : Rene Jensen et Lukas Kohlmüller |
| 16 min                                         | Pénalités                                            | 12 min                      | | Arbitrage : Brett Iverson et Mark Lemelin Juges de lignes : Rene Jensen et Lukas Kohlmüller |
| 7                                              | Tirs                                                 | 45                          | | Arbitrage : Brett Iverson et Mark Lemelin Juges de lignes : Rene Jensen et Lukas Kohlmüller |

| 6 mai | Norvège | 3-2 (0-0, 2-1, 1-1) | France | AccorHotels Arena 7 893 spectateurs |

| Feuille de match | Feuille de match | Feuille de match    | Feuille de match                                                                 | Feuille de match                                                                                     |
| ---------------- | --- | ------------------- | -------------------------------------------------------------------------------- | --- |
|                  | K. Olimb (M. Olimb, Thoresen) — 25 min 13 s Thoresen (M. Olimb, K. Olimb) — 29 min 40 s (SN) - Thoresen (Reichenberg) — 49 min 49 s - | 1-0 2-0 2-1 3-1 3-2 | - S. Da Costa (Fleury) — 38 min 14 s - S. Da Costa (Auvitu, Besch) — 49 min 59 s | Arbitrage : Daniel Piechaczek et Tobias Wehrli Juges de lignes : Miroslav Lhotský et Sakari Suominen |
| Haugen           | Gardiens | Huet                |                                                                                  | Arbitrage : Daniel Piechaczek et Tobias Wehrli Juges de lignes : Miroslav Lhotský et Sakari Suominen |
| 10 min           | Pénalités | 12 min              |                                                                                  | Arbitrage : Daniel Piechaczek et Tobias Wehrli Juges de lignes : Miroslav Lhotský et Sakari Suominen |
| 24               | Tirs | 24                  |                                                                                  | Arbitrage : Daniel Piechaczek et Tobias Wehrli Juges de lignes : Miroslav Lhotský et Sakari Suominen |

| 7 mai | Slovénie | 2-7 (0-3, 1-3, 1-1) | Canada | AccorHotels Arena 9 128 spectateurs |

| Feuille de match | Feuille de match                                                                       | Feuille de match                    | Feuille de match | Feuille de match                                                                                  |
| ---------------- | -------------------------------------------------------------------------------------- | ----------------------------------- | --- | ------------------------------------------------------------------------------------------------- |
|                  | - Muršak (Sabolič, Pretnar) — 35 min 44 s - Urbas (Kranjc, Pretnar) — 57 min 55 s (JS) | 0-1 0-2 0-3 0-4 0-5 1-5 1-6 1-7 2-7 | Barrie (Simmonds, Konecny) — 4 min 30 s MacKinnon (Skinner, Barrie) — 14 min 36 s Point (Konecny) — 16 min 14 s MacKinnon (Giroux, de Haan) — 24 min 44 s MacKinnon (Marner, Barrie) — 25 min 43 s (SN) - Marner (Konecny) — 37 min 11 s Skinner (MacKinnon, Barrie) — 47 min 7 s - | Arbitrage : Mark Lemelin et Tobias Wehrli Juges de lignes : Lukas Kohlmüller et Andreas Malmqvist |
| Krošelj          | Gardiens                                                                               | Johnson                             | | Arbitrage : Mark Lemelin et Tobias Wehrli Juges de lignes : Lukas Kohlmüller et Andreas Malmqvist |
| 8 min            | Pénalités                                                                              | 8 min                               | | Arbitrage : Mark Lemelin et Tobias Wehrli Juges de lignes : Lukas Kohlmüller et Andreas Malmqvist |
| 14               | Tirs                                                                                   | 51                                  | | Arbitrage : Mark Lemelin et Tobias Wehrli Juges de lignes : Lukas Kohlmüller et Andreas Malmqvist |

| 7 mai | Finlande | 1-5 (0-1, 1-2, 0-2) | France | AccorHotels Arena 11 433 spectateurs |

| Feuille de match | Feuille de match                                 | Feuille de match        | Feuille de match | Feuille de match                                                                         |
| ---------------- | ------------------------------------------------ | ----------------------- | --- | ---------------------------------------------------------------------------------------- |
|                  | - Lehtonen (Pihlström, Rantanen) — 21 min 33 s - | 0-1 1-1 1-2 1-3 1-4 1-5 | Bellemare (Rech, Meunier) — 14 min 17 s - Roussel (Bellemare) — 33 min 58 s Claireaux (Janil, Rech) — 38 min 49 s (SN) Roussel (Rech) — 48 min 27 s Fleury (T. Da Costa) — 57 min 49 s (CV) | Arbitrage : Brett Iverson et Marcus Linde Juges de lignes : Gleb Lazarev et Peter Šefčík |
| Korpisalo        | Gardiens                                         | Hardy                   | | Arbitrage : Brett Iverson et Marcus Linde Juges de lignes : Gleb Lazarev et Peter Šefčík |
| 8 min            | Pénalités                                        | 20 min                  | | Arbitrage : Brett Iverson et Marcus Linde Juges de lignes : Gleb Lazarev et Peter Šefčík |
| 43               | Tirs                                             | 26                      | | Arbitrage : Brett Iverson et Marcus Linde Juges de lignes : Gleb Lazarev et Peter Šefčík |

| 7 mai | Norvège | 0-3 (0-0, 0-2, 0-1) | Suisse | AccorHotels Arena 7 782 spectateurs |

| Feuille de match | Feuille de match | Feuille de match | Feuille de match | Feuille de match                                                                                     |
| ---------------- | ---------------- | ---------------- | --- | --- |
|                  | -                | 0-1 0-2 0-3      | Schäppi (Loeffel, Almond) — 32 min 4 s Almond (Rüfenacht, Untersander) — 34 min Suter (Almond, Ambühl) — 49 min 37 s (SN) | Arbitrage : Stefan Fonselius et Stephen Reneau Juges de lignes : Miroslav Lhotský et Sakari Suominen |
| Haukeland        | Gardiens         | Genoni           | | Arbitrage : Stefan Fonselius et Stephen Reneau Juges de lignes : Miroslav Lhotský et Sakari Suominen |
| 12 min           | Pénalités        | 8 min            | | Arbitrage : Stefan Fonselius et Stephen Reneau Juges de lignes : Miroslav Lhotský et Sakari Suominen |
| 20               | Tirs             | 38               | | Arbitrage : Stefan Fonselius et Stephen Reneau Juges de lignes : Miroslav Lhotský et Sakari Suominen |

| 8 mai | Biélorussie | 0-6 (0-1, 0-2, 0-3) | Canada | AccorHotels Arena 4 363 spectateurs |

| Feuille de match | Feuille de match | Feuille de match        | Feuille de match | Feuille de match                                                                         |
| ---------------- | ---------------- | ----------------------- | --- | ---------------------------------------------------------------------------------------- |
|                  | -                | 0-1 0-2 0-3 0-4 0-5 0-6 | Point (Marner, Konecny) — 5 min 8 s MacKinnon (Marner, Barrie) — 24 min 20 s (SN) MacKinnon (Skinner, Giroux) — 35 min 21 s MacKinnon (Matheson) — 47 min 1 s Giroux (Skinner, Morrissey) — 50 min 16 s Point (Konecny, Vlasic) — 54 min 42 s | Arbitrage : Stefan Fonselius et Jan Hribik Juges de lignes : Rene Jensen et Gleb Lazarev |
| Karnaukhov       | Gardiens         | Pickard                 | | Arbitrage : Stefan Fonselius et Jan Hribik Juges de lignes : Rene Jensen et Gleb Lazarev |
| 12 min           | Pénalités        | 6 min                   | | Arbitrage : Stefan Fonselius et Jan Hribik Juges de lignes : Rene Jensen et Gleb Lazarev |
| 13               | Tirs             | 45                      | | Arbitrage : Stefan Fonselius et Jan Hribik Juges de lignes : Rene Jensen et Gleb Lazarev |

| 8 mai | Finlande | 3-4 (TB) (3-0, 0-0, 0-3, 0-0, 0-1) | République tchèque | AccorHotels Arena 8 112 spectateurs |

| Feuille de match | Feuille de match | Feuille de match            | Feuille de match | Feuille de match                                                                                     |
| ---------------- | --- | --------------------------- | --- | --- |
|                  | Filppula (Aho, Rantanen) — 58 s Jaakola (Rantanen, Filppula) — 2 min 41 s V. Lajunen (Pihlström, J. Aaltonen) — 13 min 51 s - | 1-0 2-0 3-0 3-1 3-2 3-3 3-4 | - Horák (Pastrňák, Červenka) — 47 min 37 s (SN) Gudas (Krejčík, Řepík) — 57 min 46 s Kovář (Pastrňák) — 58 min 9 s Hanzl — 65 min (TB) | Arbitrage : Daniel Piechaczek et Stephen Reneau Juges de lignes : Andreas Malmqvist et Judson Ritter |
| Korpisalo        | Gardiens | Mrázek                      | | Arbitrage : Daniel Piechaczek et Stephen Reneau Juges de lignes : Andreas Malmqvist et Judson Ritter |
| 20 min           | Pénalités | 6 min                       | | Arbitrage : Daniel Piechaczek et Stephen Reneau Juges de lignes : Andreas Malmqvist et Judson Ritter |
| 21               | Tirs | 34                          | | Arbitrage : Daniel Piechaczek et Stephen Reneau Juges de lignes : Andreas Malmqvist et Judson Ritter |

| 9 mai | Slovénie | 1-5 (0-3, 1-1, 0-1) | Norvège | AccorHotels Arena 2 696 spectateurs |

| Feuille de match                   | Feuille de match                              | Feuille de match        | Feuille de match | Feuille de match                                                                               |
| ---------------------------------- | --------------------------------------------- | ----------------------- | --- | ---------------------------------------------------------------------------------------------- |
|                                    | - Sabolič (Podlipnik, Vidmar) — 39 min 45 s - | 0-1 0-2 0-3 0-4 1-4 1-5 | M. Olimb (Thoresen, K. Olimb) — 5 min 57 s Thoresen (Nørstebø) — 14 min 35 s Forsberg — 18 min 20 s Reichenberg (Holøs, Haugen) — 38 min 58 s (SN) - Thoresen (K. Olimb, Bonsaksen) — 59 min 17 s | Arbitrage : Roman Gofman et Antonín Jeřábek Juges de lignes : Miroslav Lhotský et Peter Šefčík |
| Pintarič (20 min) Krošelj (40 min) | Gardiens                                      | Haugen                  | | Arbitrage : Roman Gofman et Antonín Jeřábek Juges de lignes : Miroslav Lhotský et Peter Šefčík |
| 6 min                              | Pénalités                                     | 10 min                  | | Arbitrage : Roman Gofman et Antonín Jeřábek Juges de lignes : Miroslav Lhotský et Peter Šefčík |
| 16                                 | Tirs                                          | 23                      | | Arbitrage : Roman Gofman et Antonín Jeřábek Juges de lignes : Miroslav Lhotský et Peter Šefčík |

| 9 mai | Suisse | 3-4 (TB) (0-1, 2-0, 1-2, 0-0, 0-1) | France | AccorHotels Arena 6 747 spectateurs |

| Feuille de match | Feuille de match | Feuille de match            | Feuille de match | Feuille de match                                                                                |
| ---------------- | --- | --------------------------- | --- | ----------------------------------------------------------------------------------------------- |
|                  | - Praplan (Hollenstein, Loeffel) — 21 min 22 s Praplan (Hollenstein, Haas) — 23 min 48 s - Ambühl (Suter, Untersander) — 53 min 41 s - | 0-1 1-1 2-1 2-2 3-2 3-3 3-4 | Auvitu (Perret) — 2 min 53 s (IN) - S. Da Costa (Auvitu) — 43 min 2 s (SN) - Rech (Meunier) — 55 min 41 s S. Da Costa — 65 min (TB) | Arbitrage : Eduards Odiņš et Linus Öhlund Juges de lignes : Lukas Kohlmüller et Sakari Suominen |
| Genoni           | Gardiens | Huet                        | | Arbitrage : Eduards Odiņš et Linus Öhlund Juges de lignes : Lukas Kohlmüller et Sakari Suominen |
| 12 min           | Pénalités | 12 min                      | | Arbitrage : Eduards Odiņš et Linus Öhlund Juges de lignes : Lukas Kohlmüller et Sakari Suominen |
| 26               | Tirs | 25                          | | Arbitrage : Eduards Odiņš et Linus Öhlund Juges de lignes : Lukas Kohlmüller et Sakari Suominen |

| 10 mai | Suisse | 3-0 (1-0, 1-0, 1-0) | Biélorussie | AccorHotels Arena 3 212 spectateurs |

| Feuille de match | Feuille de match | Feuille de match | Feuille de match | Feuille de match                                                                             |
| ---------------- | --- | ---------------- | ---------------- | -------------------------------------------------------------------------------------------- |
|                  | Schäppi (Untersander, Genazzi) — 17 min 54 s (SN) Ambühl (Hollenstein, Loeffel) — 35 min 29 s Almond (Schäppi) — 47 min 55 s | 1-0 2-0 3-0      | -                | Arbitrage : Roman Gofman et Anssi Salonen Juges de lignes : Hannu Sormunen et Libor Suchánek |
| Genoni           | Gardiens | Lalande          |                  | Arbitrage : Roman Gofman et Anssi Salonen Juges de lignes : Hannu Sormunen et Libor Suchánek |
| 6 min            | Pénalités | 10 min           |                  | Arbitrage : Roman Gofman et Anssi Salonen Juges de lignes : Hannu Sormunen et Libor Suchánek |
| 23               | Tirs | 14               |                  | Arbitrage : Roman Gofman et Anssi Salonen Juges de lignes : Hannu Sormunen et Libor Suchánek |

| 10 mai | Finlande | 5-2 (0-1, 2-0, 3-1) | Slovénie | AccorHotels Arena 3 436 spectateurs |

| Feuille de match | Feuille de match | Feuille de match            | Feuille de match                                                  | Feuille de match                                                                                |
| ---------------- | --- | --------------------------- | ----------------------------------------------------------------- | ----------------------------------------------------------------------------------------------- |
|                  | - Savinainen (Honka, Sallinen) — 24 min 6 s Rantanen (Savinainen, Aho) — 25 min 5 s (SN) - Aho (Rantanen, Osala) — 49 min 30 s Hannikainen (J. Lajunen) — 50 min 34 s Sallinen (Pyörälä, Järvinen) — 59 min 15 s (CV) | 0-1 1-1 2-1 2-2 3-2 4-2 5-2 | Kuralt (Pem) — 14 min 21 s - Tičar (Sabolič) — 45 min 50 s (SN) - | Arbitrage : Linus Ohlund et Daniel Stricker Juges de lignes : Roman Kaderli et Nathan Vanoosten |
| Säteri           | Gardiens | Krošelj                     |                                                                   | Arbitrage : Linus Ohlund et Daniel Stricker Juges de lignes : Roman Kaderli et Nathan Vanoosten |
| 4 min            | Pénalités | 6 min                       |                                                                   | Arbitrage : Linus Ohlund et Daniel Stricker Juges de lignes : Roman Kaderli et Nathan Vanoosten |
| 49               | Tirs | 47                          |                                                                   | Arbitrage : Linus Ohlund et Daniel Stricker Juges de lignes : Roman Kaderli et Nathan Vanoosten |

| 11 mai | République tchèque | 1-0 (pr) (0-0, 0-0, 0-0, 1-0) | Norvège | AccorHotels Arena 6 381 spectateurs |

| Feuille de match | Feuille de match                        | Feuille de match | Feuille de match | Feuille de match                                                                                 |
| ---------------- | --------------------------------------- | ---------------- | ---------------- | ------------------------------------------------------------------------------------------------ |
|                  | Kovář (Pastrňák, Jeřábek) — 61 min 25 s | 1-0              | -                | Arbitrage : Oliver Gouin et Daniel Stricker Juges de lignes : Brian Oliver et Alexander Otmakhov |
| Francouz         | Gardiens                                | Haugen           |                  | Arbitrage : Oliver Gouin et Daniel Stricker Juges de lignes : Brian Oliver et Alexander Otmakhov |
| 8 min            | Pénalités                               | 4 min            |                  | Arbitrage : Oliver Gouin et Daniel Stricker Juges de lignes : Brian Oliver et Alexander Otmakhov |
| 32               | Tirs                                    | 10               |                  | Arbitrage : Oliver Gouin et Daniel Stricker Juges de lignes : Brian Oliver et Alexander Otmakhov |

| 11 mai | Canada | 3-2 (1-1, 1-1, 1-0) | France | AccorHotels Arena 14 510 spectateurs |

| Feuille de match | Feuille de match                                                                                    | Feuille de match    | Feuille de match                                                                    | Feuille de match                                                                            |
| ---------------- | --------------------------------------------------------------------------------------------------- | ------------------- | ----------------------------------------------------------------------------------- | ------------------------------------------------------------------------------------------- |
|                  | O'Reilly (MacKinnon, Scheifele) — 5 min 19 s - Giroux (Lee) — 39 min 11 s (SN) Vlasic — 42 min 22 s | 1-0 1-1 1-2 2-2 3-2 | - Dame-Malka (Rech, Ritz) — 9 min Fleury (S. Da Costa, Auvitu) — 21 min 37 s (SN) - | Arbitrage : Antonín Jeřábek et Jozef Kubuš Juges de lignes : Ivan Dedyulya et Roman Kaderli |
| Johnson          | Gardiens                                                                                            | Hardy               |                                                                                     | Arbitrage : Antonín Jeřábek et Jozef Kubuš Juges de lignes : Ivan Dedyulya et Roman Kaderli |
| 33 min           | Pénalités                                                                                           | 10 min              |                                                                                     | Arbitrage : Antonín Jeřábek et Jozef Kubuš Juges de lignes : Ivan Dedyulya et Roman Kaderli |
| 35               | Tirs                                                                                                | 24                  |                                                                                     | Arbitrage : Antonín Jeřábek et Jozef Kubuš Juges de lignes : Ivan Dedyulya et Roman Kaderli |

| 12 mai | République tchèque | 5-1 (3-0, 1-0, 1-1) | Slovénie | AccorHotels Arena 2 805 spectateurs |

| Feuille de match | Feuille de match | Feuille de match        | Feuille de match                        | Feuille de match                                                                             |
| ---------------- | --- | ----------------------- | --------------------------------------- | -------------------------------------------------------------------------------------------- |
|                  | Řepík (Kovář, Červenka) — 2 min 12 s (SN) Horák (Pastrňák, Voráček) — 8 min 20 s (SN) Horák (Gudas, Šimek) — 11 min 46 s Kempný (Vrána) — 22 min 9 s - Červenka (Kovář) — 47 min 15 s | 1-0 2-0 3-0 4-0 4-1 5-1 | - Verlič (Muršak, Urbas) — 44 min 4 s - | Arbitrage : Roman Gofman et Anssi Salonen Juges de lignes : Brian Oliver et Nathan Vanoosten |
| Mrázek           | Gardiens | Krošelj                 |                                         | Arbitrage : Roman Gofman et Anssi Salonen Juges de lignes : Brian Oliver et Nathan Vanoosten |
| 8 min            | Pénalités | 6 min                   |                                         | Arbitrage : Roman Gofman et Anssi Salonen Juges de lignes : Brian Oliver et Nathan Vanoosten |
| 37               | Tirs | 15                      |                                         | Arbitrage : Roman Gofman et Anssi Salonen Juges de lignes : Brian Oliver et Nathan Vanoosten |

| 12 mai | France | 4-3 (TB) (1-0, 1-2, 1-1, 0-0, 1-0) | Biélorussie | AccorHotels Arena 6 802 spectateurs |

| Feuille de match | Feuille de match | Feuille de match            | Feuille de match | Feuille de match                                                                              |
| ---------------- | --- | --------------------------- | --- | --------------------------------------------------------------------------------------------- |
|                  | Treille (T. Da Costa, Raux) — 12 min 29 s Fleury (Roussel, S. Da Costa) — 20 min 54 s (SN) - Bellemare (S. Da Costa) — 52 min 35 s S. Da Costa — 65 min (TB) | 1-0 2-0 2-1 2-2 2-3 3-3 4-3 | - Pawlovitch (Sharangovich, Vorobeï) — 26 min 40 s Sharangovich (Linglet) — 37 min 47 s Koulakow (S. Kastsitsyne, Dziamko) — 41 min 20 s (SN) - | Arbitrage : Eduards Odiņš et Linus Öhlund Juges de lignes : Joep Leermakers et Libor Suchánek |
| Huet             | Gardiens | Lalande                     | | Arbitrage : Eduards Odiņš et Linus Öhlund Juges de lignes : Joep Leermakers et Libor Suchánek |
| 12 min           | Pénalités | 10 min                      | | Arbitrage : Eduards Odiņš et Linus Öhlund Juges de lignes : Joep Leermakers et Libor Suchánek |
| 31               | Tirs | 22                          | | Arbitrage : Eduards Odiņš et Linus Öhlund Juges de lignes : Joep Leermakers et Libor Suchánek |

| 13 mai | Norvège | 2-3 (pr) (1-0, 0-2, 1-0, 0-1) | Finlande | AccorHotels Arena 8 108 spectateurs |

| Feuille de match | Feuille de match                                                                  | Feuille de match    | Feuille de match | Feuille de match                                                                                 |
| ---------------- | --------------------------------------------------------------------------------- | ------------------- | --- | ------------------------------------------------------------------------------------------------ |
|                  | Bastiansen (Nørstebø) — 18 min 38 s (SN) - Martinsen (Roest) — 59 min 31 s (JS) - | 1-0 1-1 1-2 2-2 2-3 | - Hietanen (Aho, V. Lajunen) — 25 min 33 s (SN) Honka (Ohtamaa, Hännikäinen) — 28 min 11 s - Hännikäinen (Pyörälä) — 61 min 55 s | Arbitrage : Antonín Jeřábek et Jozef Kubuš Juges de lignes : Ivan Dedyulya et Alexander Otmakhov |
| Haugen           | Gardiens                                                                          | Korpisalo           | | Arbitrage : Antonín Jeřábek et Jozef Kubuš Juges de lignes : Ivan Dedyulya et Alexander Otmakhov |
| 2 min            | Pénalités                                                                         | 24 min              | | Arbitrage : Antonín Jeřábek et Jozef Kubuš Juges de lignes : Ivan Dedyulya et Alexander Otmakhov |
| 21               | Tirs                                                                              | 28                  | | Arbitrage : Antonín Jeřábek et Jozef Kubuš Juges de lignes : Ivan Dedyulya et Alexander Otmakhov |

| 13 mai | Slovénie | 2-5 (2-1, 0-4, 0-0) | Biélorussie | AccorHotels Arena 7 158 spectateurs |

| Feuille de match | Feuille de match                                                                          | Feuille de match            | Feuille de match | Feuille de match                                                                                |
| ---------------- | ----------------------------------------------------------------------------------------- | --------------------------- | --- | ----------------------------------------------------------------------------------------------- |
|                  | - Jeglič (Verlič, Sabolič) — 16 min 52 s (SN) Rodman (Kovačević, Pretnar) — 19 min 15 s - | 0-1 1-1 2-1 2-2 2-3 2-4 2-5 | Pawlovitch (Chynkevitch, Linglet) — 13 min 12 s - Kavyrchyn (A. Kastsitsyne, S. Kastsitsyne) — 20 min 29 s Pawlovitch (Chynkevitch) — 29 min 48 s Chynkevitch (Pawlovitch , Linglet) — 38 min 5 s Stas (Stefanovitch) — 39 min 43 s (SN) | Arbitrage : Oliver Gouin et Daniel Stricker Juges de lignes : Roman Kaderli et Nathan Vanoosten |
| Krošelj          | Gardiens                                                                                  | Lalande                     | | Arbitrage : Oliver Gouin et Daniel Stricker Juges de lignes : Roman Kaderli et Nathan Vanoosten |
| 20 min           | Pénalités                                                                                 | 10 min                      | | Arbitrage : Oliver Gouin et Daniel Stricker Juges de lignes : Roman Kaderli et Nathan Vanoosten |
| 30               | Tirs                                                                                      | 29                          | | Arbitrage : Oliver Gouin et Daniel Stricker Juges de lignes : Roman Kaderli et Nathan Vanoosten |

| 13 mai | Canada | 2-3 (pr) (2-0, 0-0, 0-2, 0-1) | Suisse | AccorHotels Arena 12 932 spectateurs |

| Feuille de match | Feuille de match                                                                 | Feuille de match                         | Feuille de match | Feuille de match                                                                               |
| ---------------- | -------------------------------------------------------------------------------- | ---------------------------------------- | --- | ---------------------------------------------------------------------------------------------- |
|                  | O'Reilly (Marner, Parayko) — 4 min 22 s (SN) Marner (Lee, Konecny) — 6 min 8 s - | 1-0 2-0 2-1 2-2 2-3                      | - Herzog (Praplan, Richard) — 46 min 37 s (SN) Praplan (Hollenstein) — 49 min 44 s Herzog (Untersander, Ambühl) — 63 min 40 s | Arbitrage : Eduards Odiņš et Anssi Salonen Juges de lignes : Joep Leermakers et Hannu Sormunen |
| Pickard          | Gardiens                                                                         | Hiller (6 min 28 s) Genoni (57 min 12 s) | | Arbitrage : Eduards Odiņš et Anssi Salonen Juges de lignes : Joep Leermakers et Hannu Sormunen |
| 8 min            | Pénalités                                                                        | 6 min                                    | | Arbitrage : Eduards Odiņš et Anssi Salonen Juges de lignes : Joep Leermakers et Hannu Sormunen |
| 45               | Tirs                                                                             | 26                                       | | Arbitrage : Eduards Odiņš et Anssi Salonen Juges de lignes : Joep Leermakers et Hannu Sormunen |

| 14 mai | France | 2-5 (0-1, 1-2, 1-2) | République tchèque | AccorHotels Arena 13 003 spectateurs |

| Feuille de match | Feuille de match                                                    | Feuille de match            | Feuille de match | Feuille de match                                                                               |
| ---------------- | ------------------------------------------------------------------- | --------------------------- | --- | ---------------------------------------------------------------------------------------------- |
|                  | - S. Da Costa (Fleury) — 20 min 53 s (SN) - Roussel — 50 min 38 s - | 0-1 1-1 1-2 1-3 1-4 2-4 2-5 | Pastrňák (Horák, Voráček) — 8 min 32 s (SN) - Řepík (Kundrátek) — 26 min 52 s Rutta (Červenka) — 37 min 1 s (SN) Řepík (Kempný) — 48 min 3 s - Zohorna (Horák) — 58 min 56 s (CV) | Arbitrage : Oliver Gouin et Jozef Kubuš Juges de lignes : Alexander Otmakhov et Hannu Sormunen |
| Hardy            | Gardiens                                                            | Francouz                    | | Arbitrage : Oliver Gouin et Jozef Kubuš Juges de lignes : Alexander Otmakhov et Hannu Sormunen |
| 6 min            | Pénalités                                                           | 14 min                      | | Arbitrage : Oliver Gouin et Jozef Kubuš Juges de lignes : Alexander Otmakhov et Hannu Sormunen |
| 24               | Tirs                                                                | 28                          | | Arbitrage : Oliver Gouin et Jozef Kubuš Juges de lignes : Alexander Otmakhov et Hannu Sormunen |

| 14 mai | Suisse | 2-3 (pr) (2-1, 0-0, 0-1, 0-1) | Finlande | AccorHotels Arena 10 860 spectateurs |

| Feuille de match | Feuille de match                                                             | Feuille de match                             | Feuille de match | Feuille de match                                                                           |
| ---------------- | ---------------------------------------------------------------------------- | -------------------------------------------- | --- | ------------------------------------------------------------------------------------------ |
|                  | Herzog (Richard, Untersander) — 4 min 40 s Genazzi (Loeffel) — 10 min 30 s - | 1-0 2-0 2-1 2-2 2-3                          | - Hietanen (Savinainen, Aho) — 19 min 1 s (SN) Rantanen (V. Lajunen, Aho) — 47 min 40 s (SN) Filppula (Savinainen, Hietanen) — 62 min 24 s | Arbitrage : Roman Gofman et Linus Öhlund Juges de lignes : Ivan Dedyulya et Libor Suchánek |
| Genoni           | Gardiens                                                                     | Korpisalo (10 min 30 s) Säteri (51 min 54 s) | | Arbitrage : Roman Gofman et Linus Öhlund Juges de lignes : Ivan Dedyulya et Libor Suchánek |
| 20 min           | Pénalités                                                                    | 12 min                                       | | Arbitrage : Roman Gofman et Linus Öhlund Juges de lignes : Ivan Dedyulya et Libor Suchánek |
| 27               | Tirs                                                                         | 27                                           | | Arbitrage : Roman Gofman et Linus Öhlund Juges de lignes : Ivan Dedyulya et Libor Suchánek |

| 15 mai | Canada | 5-0 (2-0, 2-0, 1-0) | Norvège | AccorHotels Arena 5 093 spectateurs |

| Feuille de match | Feuille de match | Feuille de match                            | Feuille de match | Feuille de match                                                                           |
| ---------------- | --- | ------------------------------------------- | ---------------- | ------------------------------------------------------------------------------------------ |
|                  | Schenn (Simmonds) — 17 min 48 s (SN) Parayko (MacKinnon, O'Reilly) — 18 min 42 s (SN) Scheifele (Matheson, Skinner) — 34 min 57 s Parayko (MacKinnon, Marner) — 38 min 14 s (SN) O'Reilly (Scheifele, MacKinnon) — 57 min 20 s (SN) | 1-0 2-0 3-0 4-0 5-0                         | -                | Arbitrage : Roman Gofman et Marcus Linde Juges de lignes : Roman Kaderli et Libor Suchánek |
| Johnson          | Gardiens | Haukeland (57 min 33 s) Søberg (2 min 72 s) |                  | Arbitrage : Roman Gofman et Marcus Linde Juges de lignes : Roman Kaderli et Libor Suchánek |
| 8 min            | Pénalités | 10 min                                      |                  | Arbitrage : Roman Gofman et Marcus Linde Juges de lignes : Roman Kaderli et Libor Suchánek |
| 48               | Tirs | 10                                          |                  | Arbitrage : Roman Gofman et Marcus Linde Juges de lignes : Roman Kaderli et Libor Suchánek |

| 15 mai | France | 4-1 (0-0, 2-0, 2-1) | Slovénie | AccorHotels Arena 12 807 spectateurs |

| Feuille de match                | Feuille de match | Feuille de match    | Feuille de match                                | Feuille de match                                                                            |
| ------------------------------- | --- | ------------------- | ----------------------------------------------- | ------------------------------------------------------------------------------------------- |
|                                 | Roussel (Auvitu, S. Da Costa) — 28 min 20 s (SN) Auvitu (Bellemare, Roussel) — 31 min 8 s Roussel (Auvitu) — 44 min 1 s (2 SN) - Roussel — 58 min 30 s (IN + CV) | 1-0 2-0 3-0 3-1 4-1 | - Muršak (Mušič, Pintarič) — 44 min 25 s (IN) - | Arbitrage : Brett Iverson et Mark Lemelin Juges de lignes : Joep Leermakers et Brian Oliver |
| Huet (59 min 36 s) Hardy (24 s) | Gardiens | Pintarič            |                                                 | Arbitrage : Brett Iverson et Mark Lemelin Juges de lignes : Joep Leermakers et Brian Oliver |
| 4 min                           | Pénalités | 6 min               |                                                 | Arbitrage : Brett Iverson et Mark Lemelin Juges de lignes : Joep Leermakers et Brian Oliver |
| 25                              | Tirs | 27                  |                                                 | Arbitrage : Brett Iverson et Mark Lemelin Juges de lignes : Joep Leermakers et Brian Oliver |

| 16 mai | Biélorussie | 4-3 (0-0, 2-1, 2-2) | Norvège | AccorHotels Arena 3 867 spectateurs |

| Feuille de match | Feuille de match | Feuille de match            | Feuille de match | Feuille de match                                                                                     |
| ---------------- | --- | --------------------------- | --- | --- |
|                  | Lissavets (Stefanovitch) — 26 min 8 s - Koulakow (Stas, Dziamko) — 37 min 52 s - Chynkevitch (Kavyrchyn, Stefanovitch) — 54 min 6 s Lissavets (Pawlovitch, Linglet) — 56 min 56 s | 1-0 1-1 2-1 2-2 2-3 3-3 4-3 | - Sørvik (M. Olimb) — 35 min 5 s - Reichenberg (Thoresen, Ødegaard) — 41 min 19 s Holøs (Martinsen, M. Olimb) — 43 min 41 s - | Arbitrage : Daniel Piechaczek et Tobias Wehrli Juges de lignes : Joep Leermakers et Nathan Vanoosten |
| Karnaukhov       | Gardiens | Haugen                      | | Arbitrage : Daniel Piechaczek et Tobias Wehrli Juges de lignes : Joep Leermakers et Nathan Vanoosten |
| 6 min            | Pénalités | 4 min                       | | Arbitrage : Daniel Piechaczek et Tobias Wehrli Juges de lignes : Joep Leermakers et Nathan Vanoosten |
| 19               | Tirs | 26                          | | Arbitrage : Daniel Piechaczek et Tobias Wehrli Juges de lignes : Joep Leermakers et Nathan Vanoosten |

| 16 mai | République tchèque | 1-3 (0-1, 1-1, 0-1) | Suisse | AccorHotels Arena 4 531 spectateurs |

| Feuille de match | Feuille de match                            | Feuille de match | Feuille de match                                                                                         | Feuille de match                                                                          |
| ---------------- | ------------------------------------------- | ---------------- | --- | ----------------------------------------------------------------------------------------- |
|                  | - Červenka (Pastrňák, Šulák) — 34 min 8 s - | 0-1 0-2 1-2 1-3  | Praplan (Diaz) — 1 min 42 s Suri (Kukan, Schlumpf) — 28 min 36 s - Brunner (Richard, Marti) — 52 min 9 s | Arbitrage : Jozef Kubuš et Marcus Linde Juges de lignes : Ivan Dedyulya et Hannu Sormunen |
| Mrázek           | Gardiens                                    | Schlegel         | | Arbitrage : Jozef Kubuš et Marcus Linde Juges de lignes : Ivan Dedyulya et Hannu Sormunen |
| 2 min            | Pénalités                                   | 6 min            | | Arbitrage : Jozef Kubuš et Marcus Linde Juges de lignes : Ivan Dedyulya et Hannu Sormunen |
| 24               | Tirs                                        | 21               | | Arbitrage : Jozef Kubuš et Marcus Linde Juges de lignes : Ivan Dedyulya et Hannu Sormunen |

| 16 mai | Canada | 5-2 (3-1, 1-1, 1-0) | Finlande | AccorHotels Arena 10 202 spectateurs |

| Feuille de match | Feuille de match | Feuille de match            | Feuille de match                                                               | Feuille de match                                                                                |
| ---------------- | --- | --------------------------- | ------------------------------------------------------------------------------ | ----------------------------------------------------------------------------------------------- |
|                  | Marner (Point, Matheson) — 2 min 46 s - Parayko (Marner) — 4 min 6 s (SN) Marner (Scheifele, MacKinnon) — 13 min 45 s (SN) Point (Matheson, Parayko) — 28 min 9 s - Duchene (Couturier) — 40 min 34 s | 1-0 1-1 2-1 3-1 4-1 4-2 5-2 | - J. Lajunen (Osala) — 3 min 8 s - Ohtamaa (Honka, Kemppainen) — 36 min 51 s - | Arbitrage : Mark Lemelin et Stephen Reneau Juges de lignes : Brian Oliver et Alexander Otmakhov |
| Pickard          | Gardiens | Säteri                      |                                                                                | Arbitrage : Mark Lemelin et Stephen Reneau Juges de lignes : Brian Oliver et Alexander Otmakhov |
| 10 min           | Pénalités | 20 min                      |                                                                                | Arbitrage : Mark Lemelin et Stephen Reneau Juges de lignes : Brian Oliver et Alexander Otmakhov |
| 28               | Tirs | 20                          |                                                                                | Arbitrage : Mark Lemelin et Stephen Reneau Juges de lignes : Brian Oliver et Alexander Otmakhov |

##### Classement
| Clt   | Équipe      | PJ | V | VP | D | DP | BP | BC | Diff | Pts |
| ----- | ----------- | -- | - | -- | - | -- | -- | -- | ---- | --- |
| +001, | Canada      | 7  | 6 | 0  | 0 | 1  | 32 | 10 | +22  | 19  |
| +002, | Suisse      | 7  | 3 | 2  | 0 | 2  | 22 | 14 | +8   | 15  |
| +003, | Tchéquie    | 7  | 3 | 2  | 2 | 0  | 23 | 14 | +9   | 13  |
| +004, | Finlande    | 7  | 2 | 2  | 2 | 1  | 20 | 22 | -2   | 11  |
| +005, | France      | 7  | 2 | 2  | 3 | 0  | 23 | 19 | +4   | 10  |
| +006, | Norvège     | 7  | 2 | 0  | 3 | 2  | 13 | 19 | -6   | 8   |
| +007, | Biélorussie | 7  | 2 | 0  | 4 | 1  | 15 | 27 | -12  | 7   |
| +008, | Slovénie    | 7  | 0 | 0  | 6 | 1  | 13 | 36 | -23  | 1   |

- Qualifié pour les quarts de finale
- Relégué en Division IA

Pour les significations des abréviations, voir statistiques du hockey sur glace.

### Phase finale
Deux quarts de finale se déroulent à Paris, les deux autres se jouent à Cologne. Les demi-finales, la finale et le match pour la 3e place ont lieu à Cologne.

#### Tableau
|  | Quarts de finale          | Quarts de finale      |                       |                       | Demi-finales           | Demi-finales           |   |  | Finale                | Finale                |
|  | Quarts de finale          | Quarts de finale      |                       |                       | Demi-finales           | Demi-finales           |   |  | Finale                | Finale                |
|  |                           |                       |                       |                       |                        |                        |   |  |                       |                       |
|  | 18 mai, Lanxess Arena     | 18 mai, Lanxess Arena |                       |                       | 20 mai, Lanxess Arena  | 20 mai, Lanxess Arena  |   |  | 21 mai, Lanxess Arena | 21 mai, Lanxess Arena |
|  | 18 mai, Lanxess Arena     | 18 mai, Lanxess Arena |                       |                       | 20 mai, Lanxess Arena  | 20 mai, Lanxess Arena  |   |  | 21 mai, Lanxess Arena | 21 mai, Lanxess Arena |
|  | États-Unis                | 0                     |                       |                       | 20 mai, Lanxess Arena  | 20 mai, Lanxess Arena  |   |  | 21 mai, Lanxess Arena | 21 mai, Lanxess Arena |
|  | États-Unis                | 0                     |                       |                       | 20 mai, Lanxess Arena  | 20 mai, Lanxess Arena  |   |  | 21 mai, Lanxess Arena | 21 mai, Lanxess Arena |
|  | Finlande                  | 2                     |                       |                       | 20 mai, Lanxess Arena  | 20 mai, Lanxess Arena  |   |  | 21 mai, Lanxess Arena | 21 mai, Lanxess Arena |
|  | Finlande                  | 2                     | Finlande              | 1                     |                        |                        |   |  | 21 mai, Lanxess Arena | 21 mai, Lanxess Arena |
|  | 18 mai, AccorHotels Arena |                       | Finlande              | 1                     |                        |                        |   |  | 21 mai, Lanxess Arena | 21 mai, Lanxess Arena |
|  |                           | Suède                 | 4                     |                       |                        |                        |   |  | 21 mai, Lanxess Arena | 21 mai, Lanxess Arena |
|  | Suisse                    | Suède                 | 4                     | 1                     |                        |                        |   |  | 21 mai, Lanxess Arena | 21 mai, Lanxess Arena |
|  | Suisse                    |                       |                       | 1                     |                        |                        |   |  | 21 mai, Lanxess Arena | 21 mai, Lanxess Arena |
|  | Suède                     | 3                     |                       |                       |                        |                        |   |  | 21 mai, Lanxess Arena | 21 mai, Lanxess Arena |
|  | Suède                     | 3                     | Suède                 | 2TF                   |                        |                        |   |  |                       |                       |
|  | 18 mai, AccorHotels Arena |                       | Suède                 | 2TF                   |                        |                        |   |  |                       |                       |
|  |                           | Canada                | 1                     |                       |                        |                        |   |  |                       |                       |
|  | Russie                    | Canada                | 1                     | 3                     |                        |                        |   |  |                       |                       |
|  | Russie                    | 20 mai, Lanxess Arena |                       | 3                     |                        |                        |   |  |                       |                       |
|  | Tchéquie                  | 0                     |                       |                       |                        |                        |   |  |                       |                       |
|  | Tchéquie                  | 0                     | Russie                | 2                     |                        |                        |   |  |                       |                       |
|  | 18 mai, Lanxess Arena     | 18 mai, Lanxess Arena | Russie                | 2                     | Match pour la 3e place | Match pour la 3e place |   |  |                       |                       |
|  | 18 mai, Lanxess Arena     | 18 mai, Lanxess Arena |                       | Canada                | Match pour la 3e place | Match pour la 3e place | 4 |  |                       |                       |
|  | Canada                    | 2                     | 21 mai, Lanxess Arena | 21 mai, Lanxess Arena |                        |                        | 4 |  |                       |                       |
|  | Canada                    | 2                     | 21 mai, Lanxess Arena | 21 mai, Lanxess Arena |                        |                        |   |  |                       |                       |
|  | Allemagne                 | 1                     |                       | Finlande              | 3                      |                        |   |  |                       |                       |
|  | Allemagne                 | 1                     |                       | Finlande              | 3                      |                        |   |  |                       |                       |
|  |                           |                       |                       |                       |                        |                        |   |  | Russie                | 5                     |
|  |                           |                       |                       |                       |                        |                        |   |  | Russie                | 5                     |

TF : tirs de fusillade

#### Quarts de finale
| 18 mai | Russie | 3-0 (2-0, 0-0, 1-0) | République tchèque | AccorHotels Arena 6 209 spectateurs |

| Feuille de match | Feuille de match | Feuille de match | Feuille de match | Feuille de match                                                                             |
| ---------------- | --- | ---------------- | ---------------- | -------------------------------------------------------------------------------------------- |
|                  | Orlov (Plotnikov, Antipine) — 8 min 45 s Koutcherov (Kouznetsov, Antipine) — 13 min 36 s (SN) Panarine (Koutcherov, Kouznetsov) — 53 min 55 s | 1-0 2-0 3-0      | -                | Arbitrage : Mark Lemelin et Tobias Wehrli Juges de lignes : Brian Oliver et Nathan Vanoosten |
| Vassilevski      | Gardiens | Francouz         |                  | Arbitrage : Mark Lemelin et Tobias Wehrli Juges de lignes : Brian Oliver et Nathan Vanoosten |
| 10 min           | Pénalités | 6 min            |                  | Arbitrage : Mark Lemelin et Tobias Wehrli Juges de lignes : Brian Oliver et Nathan Vanoosten |
| 26               | Tirs | 27               |                  | Arbitrage : Mark Lemelin et Tobias Wehrli Juges de lignes : Brian Oliver et Nathan Vanoosten |

| 18 mai | États-Unis | 0-2 (0-0, 0-1, 0-1) | Finlande | Lanxess Arena 8 968 spectateurs |

| Feuille de match | Feuille de match | Feuille de match | Feuille de match                                                                    | Feuille de match                                                                               |
| ---------------- | ---------------- | ---------------- | ----------------------------------------------------------------------------------- | ---------------------------------------------------------------------------------------------- |
|                  | -                | 0-1 0-2          | Rantanen (Savinainen, Aho) — 21 min 1 s (SN) Kemppainen (J. Aaltonen) — 46 min 49 s | Arbitrage : Oliver Gouin et Antonín Jeřábek Juges de lignes : Gleb Lazarev et Miroslav Lhotský |
| Howard           | Gardiens         | Säteri           |                                                                                     | Arbitrage : Oliver Gouin et Antonín Jeřábek Juges de lignes : Gleb Lazarev et Miroslav Lhotský |
| 12 min           | Pénalités        | 4 min            |                                                                                     | Arbitrage : Oliver Gouin et Antonín Jeřábek Juges de lignes : Gleb Lazarev et Miroslav Lhotský |
| 26               | Tirs             | 20               |                                                                                     | Arbitrage : Oliver Gouin et Antonín Jeřábek Juges de lignes : Gleb Lazarev et Miroslav Lhotský |

| 18 mai | Suisse | 1-3 (1-1, 0-1, 0-1) | Suède | AccorHotels Arena 8 417 spectateurs |

| Feuille de match | Feuille de match       | Feuille de match | Feuille de match | Feuille de match                                                                                |
| ---------------- | ---------------------- | ---------------- | --- | ----------------------------------------------------------------------------------------------- |
|                  | - Haas — 12 min 53 s - | 0-1 1-1 1-2 1-3  | Bäckström (Lindberg, Nylander) — 4 min 15 s - Nylander (Ekman-Larsson) — 33 min 15 s Edler (J. Lundqvist) — 43 min 44 s | Arbitrage : Brett Iverson et Jozef Kubuš Juges de lignes : Alexander Otmakhov et Libor Suchánek |
| Genoni           | Gardiens               | H. Lundqvist     | | Arbitrage : Brett Iverson et Jozef Kubuš Juges de lignes : Alexander Otmakhov et Libor Suchánek |
| 2 min            | Pénalités              | 6 min            | | Arbitrage : Brett Iverson et Jozef Kubuš Juges de lignes : Alexander Otmakhov et Libor Suchánek |
| 27               | Tirs                   | 29               | | Arbitrage : Brett Iverson et Jozef Kubuš Juges de lignes : Alexander Otmakhov et Libor Suchánek |

| 18 mai | Canada | 2-1 (1-0, 1-0, 0-1) | Allemagne | Lanxess Arena 16 653 spectateurs |

| Feuille de match | Feuille de match                                                                             | Feuille de match | Feuille de match                             | Feuille de match                                                                             |
| ---------------- | -------------------------------------------------------------------------------------------- | ---------------- | -------------------------------------------- | -------------------------------------------------------------------------------------------- |
|                  | Scheifele (O'Reilly, Marner) — 17 min 11 s (SN) Skinner (Matheson, Scheifele) — 38 min 8 s - | 1-0 2-0 2-1      | - Y. Seidenberg (Ehrhoff) — 53 min 21 s (IN) | Arbitrage : Jan Hribik et Daniel Stricker Juges de lignes : Judson Ritter et Sakari Suominen |
| Pickard          | Gardiens                                                                                     | Grubauer         |                                              | Arbitrage : Jan Hribik et Daniel Stricker Juges de lignes : Judson Ritter et Sakari Suominen |
| 8 min            | Pénalités                                                                                    | 18 min           |                                              | Arbitrage : Jan Hribik et Daniel Stricker Juges de lignes : Judson Ritter et Sakari Suominen |
| 50               | Tirs                                                                                         | 20               |                                              | Arbitrage : Jan Hribik et Daniel Stricker Juges de lignes : Judson Ritter et Sakari Suominen |

#### Demi-finales
| 20 mai | Canada | 4-2 (0-0, 0-2, 4-0) | Russie | Lanxess Arena 16 469 spectateurs |

| Feuille de match | Feuille de match | Feuille de match        | Feuille de match                                                                                     | Feuille de match                                                                               |
| ---------------- | --- | ----------------------- | --- | ---------------------------------------------------------------------------------------------- |
|                  | - Scheifele (MacKinnon, Parayko) — 40 min 17 s (SN) MacKinnon (Konecny) — 55 min 7 s O'Reilly (Matheson) — 56 min 58 s Couturier (O'Reilly, Parayko) — 58 min 53 s (CV) | 0-1 0-2 1-2 2-2 3-2 4-2 | Kouznetsov (Panarine, Koutcherov) — 32 min 16 s Goussev (Chipatchiov, Panarine) — 34 min 50 s (SN) - | Arbitrage : Mark Lemelin et Daniel Stricker Juges de lignes : Miroslav Lhotský et Brian Oliver |
| Pickard          | Gardiens | Vassilevski             | | Arbitrage : Mark Lemelin et Daniel Stricker Juges de lignes : Miroslav Lhotský et Brian Oliver |
| 10 min           | Pénalités | 22 min                  | | Arbitrage : Mark Lemelin et Daniel Stricker Juges de lignes : Miroslav Lhotský et Brian Oliver |
| 38               | Tirs | 28                      | | Arbitrage : Mark Lemelin et Daniel Stricker Juges de lignes : Miroslav Lhotský et Brian Oliver |

| 20 mai | Suède | 4-1 (1-1, 2-0, 1-0) | Finlande | Lanxess Arena 11 242 spectateurs |

| Feuille de match | Feuille de match | Feuille de match    | Feuille de match                          | Feuille de match                                                                                   |
| ---------------- | --- | ------------------- | ----------------------------------------- | -------------------------------------------------------------------------------------------------- |
|                  | Edler (Bäckström) — 1 min 49 s - J. Klingberg (Ekman-Larsson, Nylander) — 24 min 36 s (SN) Nylander (Bäckström) — 34 min 52 s (SN) Nordström (Krüger) — 53 min 52 s | 1-0 1-1 2-1 3-1 4-1 | - Kemppainen (J. Aaltonen) — 4 min 45 s - | Arbitrage : Jan Hribik et Antonín Jeřábek Juges de lignes : Alexander Otmakhov et Nathan Vanoosten |
| H. Lundqvist     | Gardiens | Säteri              |                                           | Arbitrage : Jan Hribik et Antonín Jeřábek Juges de lignes : Alexander Otmakhov et Nathan Vanoosten |
| 6 min            | Pénalités | 10 min              |                                           | Arbitrage : Jan Hribik et Antonín Jeřábek Juges de lignes : Alexander Otmakhov et Nathan Vanoosten |
| 41               | Tirs | 23                  |                                           | Arbitrage : Jan Hribik et Antonín Jeřábek Juges de lignes : Alexander Otmakhov et Nathan Vanoosten |

#### Match pour la troisième place
| 21 mai | Russie | 5-3 (1-0, 3-1, 1-2) | Finlande | Lanxess Arena 16 182 spectateurs |

| Feuille de match | Feuille de match | Feuille de match                             | Feuille de match                                                                                                 | Feuille de match                                                                             |
| ---------------- | --- | -------------------------------------------- | --- | -------------------------------------------------------------------------------------------- |
|                  | Goussev (Antipine, Nitchouchkine) — 6 min 58 s Tkatchiov (Nitchouchkine, Zoub) — 21 min 48 s (IN) Goussev (Panarine, Dadonov) — 27 min 1 s (SN) Kisselevitch (Namestnikov, Nitchouchkine) — 28 min 16 s - Koutcherov (Goussev, Belov) — 48 min 3 s | 1-0 2-0 3-0 4-0 4-1 4-2 4-3 5-3              | - Rantanen (Filppula) — 39 min 33 s Lehtonen (Aho) — 41 min 16 s Savinainen (Rantanen, Aho) — 45 min 29 s (SN) - | Arbitrage : Oliver Gouin et Brett Iverson Juges de lignes : Miroslav Lhotský et Brian Oliver |
| Vassilevski      | Gardiens | Korpisalo (28 min 16 s) Säteri (28 min 28 s) | | Arbitrage : Oliver Gouin et Brett Iverson Juges de lignes : Miroslav Lhotský et Brian Oliver |
| 8 min            | Pénalités | 10 min                                       | | Arbitrage : Oliver Gouin et Brett Iverson Juges de lignes : Miroslav Lhotský et Brian Oliver |
| 30               | Tirs | 29                                           | | Arbitrage : Oliver Gouin et Brett Iverson Juges de lignes : Miroslav Lhotský et Brian Oliver |

#### Finale
| 21 mai | Canada | 1-2 (TB) (0-0, 0-1, 1-0, 0-0, 0-1) | Suède | Lanxess Arena 17 363 spectateurs |

| Feuille de match | Feuille de match                                  | Feuille de match | Feuille de match                                    | Feuille de match                                                                                       |
| ---------------- | ------------------------------------------------- | ---------------- | --------------------------------------------------- | --- |
|                  | - O'Reilly (Marner, MacKinnon) — 41 min 58 s (SN) | 0-1 1-1 1-2      | Hedman — 39 min 39 s (IN) - Bäckström — 65 min (TB) | Arbitrage : Antonín Jeřábek et Daniel Stricker Juges de lignes : Alexander Otmakhov et Sakari Suominen |
| Pickard          | Gardiens                                          | H. Lundqvist     |                                                     | Arbitrage : Antonín Jeřábek et Daniel Stricker Juges de lignes : Alexander Otmakhov et Sakari Suominen |
| 10 min           | Pénalités                                         | 8 min            |                                                     | Arbitrage : Antonín Jeřábek et Daniel Stricker Juges de lignes : Alexander Otmakhov et Sakari Suominen |
| 43               | Tirs                                              | 42               |                                                     | Arbitrage : Antonín Jeřábek et Daniel Stricker Juges de lignes : Alexander Otmakhov et Sakari Suominen |

### Classement final
Pour les significations des abréviations, voir statistiques du hockey sur glace.
| Place              | Équipe      | Groupe | PJ | V | VP | D | DP | BP | BC | Diff | Pts | Résultat final                 |
| ------------------ | ----------- | ------ | -- | - | -- | - | -- | -- | -- | ---- | --- | ------------------------------ |
| Médaille d'or      | Suède       | A      | 10 | 7 | 1  | 1 | 1  | 38 | 16 | +22  | 24  | Champion du monde              |
| Médaille d'argent  | Canada      | B      | 10 | 8 | 0  | 0 | 2  | 39 | 15 | +24  | 26  | Vice-champion du monde         |
| Médaille de bronze | Russie      | A      | 10 | 7 | 1  | 2 | 0  | 45 | 17 | +28  | 23  | Troisième place                |
| 4                  | Finlande    | B      | 10 | 3 | 2  | 4 | 1  | 26 | 31 | -5   | 14  | Quatrième place                |
| 5                  | États-Unis  | A      | 8  | 6 | 0  | 2 | 0  | 31 | 16 | +15  | 18  | Éliminé en quart de finale     |
| 6                  | Suisse      | B      | 8  | 3 | 2  | 1 | 2  | 23 | 17 | +6   | 15  | Éliminé en quart de finale     |
| 7                  | Tchéquie    | B      | 8  | 3 | 2  | 3 | 0  | 23 | 17 | +6   | 13  | Éliminé en quart de finale     |
| 8                  | Allemagne   | A      | 8  | 2 | 2  | 3 | 1  | 21 | 25 | -4   | 11  | Éliminé en quart de finale     |
| 9                  | France      | B      | 7  | 2 | 2  | 3 | 0  | 23 | 19 | +4   | 10  | Éliminé en phase de groupe     |
| 10                 | Lettonie    | A      | 7  | 3 | 0  | 3 | 1  | 14 | 18 | -4   | 10  | Éliminé en phase de groupe     |
| 11                 | Norvège     | B      | 7  | 2 | 0  | 3 | 2  | 13 | 19 | -6   | 8   | Éliminé en phase de groupe     |
| 12                 | Danemark    | A      | 7  | 1 | 2  | 4 | 0  | 13 | 22 | -9   | 7   | Éliminé en phase de groupe     |
| 13                 | Biélorussie | B      | 7  | 2 | 0  | 4 | 1  | 15 | 27 | -12  | 7   | Éliminé en phase de groupe     |
| 14                 | Slovaquie   | A      | 7  | 0 | 1  | 4 | 2  | 12 | 28 | -16  | 4   | Éliminé en phase de groupe     |
| 15                 | Slovénie    | B      | 7  | 0 | 0  | 6 | 1  | 13 | 36 | -23  | 1   | Relégué en Division IA en 2018 |
| 16                 | Italie      | A      | 7  | 0 | 0  | 6 | 1  | 6  | 32 | -26  | 1   | Relégué en Division IA en 2018 |

### Médaillés
| Champions du monde Suède | Jonas Brodin, Nicklas Bäckström, Alexander Edler, Oliver Ekman-Larsson, Joel Eriksson Ek, Dennis Everberg, Viktor Fasth, Victor Hedman, Philip Holm, William Karlsson, Carl Klingberg, John Klingberg, Marcus Krüger, Gabriel Landeskog, Oscar Lindberg, Elias Lindholm, Henrik Lundqvist, Joel Lundqvist , Eddie Läck, Joakim Nordström, William Nylander, Linus Omark, Victor Rask, Anton Strålman et Carl Söderberg Entraîneur : Rikard Grönborg |

| Argent Canada | Tyson Barrie, Sean Couturier, Calvin de Haan, Jason Demers, Matt Duchene, Claude Giroux, Chad Johnson, Alexander Killorn, Travis Konecny, Chris Lee, Nathan MacKinnon, Mitchell Marner, Mike Matheson, Joshua Morrissey, Ryan O'Reilly, Colton Parayko, Calvin Pickard, Brayden Point, Mark Scheifele, Brayden Schenn, Wayne Simmonds, Jeff Skinner et Marc-Édouard Vlasic Entraîneur : Jon Cooper |

| Bronze Russie | Sergueï Andronov, Viktor Antipine, Aleksandr Barabanov, Anton Belov, Igor Chestiorkine, Vadim Chipatchiov, Ievgueni Dadonov, Vladislav Gavrikov, Nikita Goussev, Bogdan Kisselevitch, Nikita Koutcherov, Ievgueni Kouznetsov (hockey sur glace), Andreï Mironov, Sergueï Moziakine, Vladislav Namestnikov, Valeri Nitchouchkine, Dmitri Orlov, Artemi Panarine, Sergueï Plotnikov, Ivan Provorov, Ilia Sorokine, Ivan Teleguine, Vladimir Tkatchiov, Andreï Vassilevski et Artiom Zoub Entraîneur : Oleg Znarok |

### Récompenses individuelles
| Nylander Panarine MacKinnon Parayko Seidenberg Vassilevski |
| Équipe-type des médias.                                    |
| Nylander Panarine MacKinnon Parayko Seidenberg Vassilevski |

Meilleur joueur :  William Nylander
Équipe type IIHF :
- Meilleur gardien : Andreï Vassilevski (RUS)
- Meilleur défenseur : Dennis Seidenberg (GER)
- Meilleur attaquant : Artemi Panarine (RUS)

### Statistiques individuelles
| Clt | Joueur            | Équipe     | PJ | B | A  | Pts | Pun | +/- |
| --- | ----------------- | ---------- | -- | - | -- | --- | --- | --- |
| 1   | Artemi Panarine   | Russie     | 9  | 4 | 13 | 17  | 4   | +4  |
| 2   | Nikita Koutcherov | Russie     | 10 | 7 | 8  | 15  | 8   | +7  |
| 3   | Nathan MacKinnon  | Canada     | 10 | 6 | 9  | 15  | 6   | +6  |
| 4   | Nikita Goussev    | Russie     | 10 | 7 | 7  | 14  | 4   | +5  |
| 4   | William Nylander  | Suède      | 10 | 7 | 7  | 14  | 2   | +11 |
| 6   | Vadim Chipatchiov | Russie     | 10 | 2 | 11 | 13  | 2   | +1  |
| 7   | Mitch Marner      | Canada     | 10 | 4 | 8  | 12  | 8   | +1  |
| 8   | Johnny Gaudreau   | États-Unis | 8  | 6 | 5  | 11  | 0   | +2  |
| 9   | Sebastian Aho     | Finlande   | 10 | 2 | 9  | 11  | 4   | -2  |
| 10  | Stéphane Da Costa | France     | 8  | 6 | 4  | 10  | 2   | +3  |

Pour les significations des abréviations, voir statistiques du hockey sur glace.
| Clt | Joueur             | Équipe     | PJ | Min          | BC | Moy  | %Arr  | Bl |
| --- | ------------------ | ---------- | -- | ------------ | -- | ---- | ----- | -- |
| 1   | Henrik Lundqvist   | Suède      | 5  | 320 min      | 7  | 1,31 | 94,57 | 0  |
| 2   | Calvin Pickard     | Canada     | 7  | 443 min 40 s | 11 | 1,49 | 93,82 | 1  |
| 3   | Andreï Vassilevski | Russie     | 9  | 522 min 51 s | 15 | 1,72 | 93,56 | 3  |
| 4   | Elvis Merzļikins   | Lettonie   | 6  | 364 min 4 s  | 12 | 1,98 | 93,44 | 1  |
| 5   | Leonardo Genoni    | Suisse     | 6  | 361 min 32 s | 10 | 1,66 | 93,33 | 2  |
| 6   | Florian Hardy      | France     | 4  | 178 min 1 s  | 8  | 2,70 | 92,38 | 0  |
| 7   | Andreas Bernard    | Italie     | 5  | 300 min 52 s | 13 | 2,59 | 91,98 | 0  |
| 8   | Jimmy Howard       | États-Unis | 6  | 355 min 25 s | 11 | 1,86 | 91.97 | 1  |
| 9   | Harri Säteri       | Finlande   | 6  | 318 min 15 s | 12 | 2,26 | 91,55 | 1  |
| 10  | Pavel Francouz     | Tchéquie   | 4  | 241 min 25 s | 6  | 1,49 | 91,04 | 1  |

Pour les significations des abréviations, voir statistiques du hockey sur glace.

### Diffusion
En France, la compétition est diffusée en exclusivité sur Canal+ Sport.

## Autres Divisions

### Division IA
La compétition se déroule à Kiev en Ukraine du 22 au 28 avril 2017.
| Clt   | Équipe         | PJ | V | VP | D | DP | BP | BC | Diff | Pts   |
| ----- | -------------- | -- | - | -- | - | -- | -- | -- | ---- | ----- |
| +001, | Autriche       | 5  | 4 | 0  | 1 | 0  | 22 | 4  | +18  | 12    |
| +002, | Corée du Sud   | 5  | 3 | 1  | 1 | 0  | 14 | 11 | +3   | 11(a) |
| +003, | Kazakhstan (R) | 5  | 3 | 1  | 1 | 0  | 13 | 10 | +3   | 11(a) |
| +004, | Pologne        | 5  | 2 | 0  | 2 | 1  | 6  | 17 | -11  | 7     |
| +005, | Hongrie (R)    | 5  | 1 | 0  | 4 | 0  | 8  | 14 | -6   | 3     |
| +006, | Ukraine (P)    | 5  | 0 | 0  | 4 | 1  | 7  | 14 | -7   | 1     |

- Promu en Division Élite en 2018
- Relégué en Division IB en 2018

(a) : pour départager les équipes, sont pris en compte le nombre de points, puis le nombre de points dans les face-à-face. La Corée du Sud ayant battu le Kazakhstan, elle se classe devant. 
Pour les significations des abréviations, voir statistiques du hockey sur glace.

### Division IB
La compétition se déroule à Belfast en Irlande du Nord du 23 au 29 avril 2017.
| Clt   | Équipe          | PJ | V | VP | D | DP | BP | BC | Diff | Pts |
| ----- | --------------- | -- | - | -- | - | -- | -- | -- | ---- | --- |
| +001, | Grande-Bretagne | 5  | 5 | 0  | 0 | 0  | 32 | 5  | +27  | 15  |
| +002, | Japon (R)       | 5  | 4 | 0  | 1 | 0  | 22 | 11 | +11  | 12  |
| +003, | Lituanie        | 5  | 3 | 0  | 2 | 0  | 18 | 12 | +6   | 9   |
| +004, | Estonie         | 5  | 2 | 0  | 3 | 0  | 11 | 20 | -9   | 6   |
| +005, | Croatie         | 5  | 1 | 0  | 4 | 0  | 14 | 17 | -3   | 3   |
| +006, | Pays-Bas (P)    | 5  | 0 | 0  | 5 | 0  | 6  | 38 | -32  | 0   |

- Promu en Division IA en 2018
- Relégué en Division IIA en 2018

Pour les significations des abréviations, voir statistiques du hockey sur glace.

### Division IIA
La compétition se déroule à Galați en Roumanie du 3 au 9 avril 2017.
| Clt   | Équipe        | PJ | V | VP | D | DP | BP | BC | Diff | Pts |
| ----- | ------------- | -- | - | -- | - | -- | -- | -- | ---- | --- |
| +001, | Roumanie (R)  | 5  | 4 | 0  | 1 | 0  | 24 | 5  | +19  | 12  |
| +002, | Australie (P) | 5  | 3 | 1  | 1 | 0  | 16 | 13 | +3   | 11  |
| +003, | Serbie        | 5  | 2 | 0  | 1 | 2  | 23 | 15 | +8   | 8   |
| +004, | Belgique      | 5  | 2 | 0  | 3 | 0  | 17 | 27 | -10  | 6   |
| +005, | Islande       | 5  | 2 | 0  | 3 | 0  | 10 | 20 | -10  | 6   |
| +006, | Espagne       | 5  | 0 | 1  | 4 | 0  | 13 | 23 | -10  | 2   |

- Promu en Division IB en 2018
- Relégué en Division IIB en 2018

Pour les significations des abréviations, voir statistiques du hockey sur glace.

### Division IIB
La compétition se déroule à Auckland en Nouvelle-Zélande du 4 au 10 avril 2017.
| Clt   | Équipe           | PJ | V | VP | D | DP | BP | BC | Diff | Pts |
| ----- | ---------------- | -- | - | -- | - | -- | -- | -- | ---- | --- |
| +001, | Chine (R)        | 5  | 5 | 0  | 0 | 0  | 29 | 12 | +17  | 15  |
| +002, | Nouvelle-Zélande | 5  | 4 | 0  | 1 | 0  | 23 | 11 | +12  | 12  |
| +003, | Israël           | 5  | 3 | 0  | 2 | 0  | 24 | 14 | +10  | 9   |
| +004, | Corée du Nord    | 5  | 1 | 0  | 4 | 0  | 18 | 33 | -15  | 3   |
| +005, | Mexique          | 5  | 1 | 0  | 4 | 0  | 12 | 16 | -4   | 3   |
| +006, | Turquie (P)      | 5  | 1 | 0  | 4 | 0  | 7  | 27 | -20  | 3   |

- Promu en Division IIA en 2018
- Relégué en Division III en 2018

Nota : En cas d'égalité, les équipes sont départagées en fonction des critères suivants : 1. Points, 2. Points dans les face-à-face, 3. Différence de buts dans les face-à-face, 4. Nombre de buts marqués dans les face-à-face.
Pour les significations des abréviations, voir statistiques du hockey sur glace.

### Division III
La compétition se déroule à Sofia en Bulgarie du 10 au 16 avril 2017.
| Place | Équipe              |
| ----- | ------------------- |
| 1     | Luxembourg          |
| 2     | Bulgarie            |
| 3     | Géorgie             |
| 4     | Hong Kong           |
| 5     | Afrique du Sud      |
| 6     | Taipei chinois      |
| 7     | Émirats arabes unis |
| 8     | Bosnie-Herzégovine  |

- Promu en Division IIB en 2018